# Noisy-le-Grand
Pour les articles homonymes, voir Noisy.
Noisy-le-Grand (prononcé [nwa.zi lə gʁɑ̃] ) est une commune française située dans le département de la Seine-Saint-Denis en région Île-de-France.
Noisy-le-Grand faisait partie du périmètre d'aménagement de la ville nouvelle de Marne-la-Vallée dans le secteur 1, Porte de Paris.

## Géographie

### Localisation

Localisation en petite couronne parisienne.

Noisy-le-Grand est située en région Île-de-France dans le département de Seine-Saint-Denis avec les communes voisines de Neuilly-Plaisance, Neuilly-sur-Marne et Gournay-sur-Marne.
Noisy-le-Grand est une commune de la banlieue parisienne, située dans l'aire d'attraction de Paris, ainsi que dans l'unité urbaine, la zone d'emploi et le bassin de vie de cette capitale de la France. À vol d'oiseau, la mairie de Noisy-le-Grand est à 14,7 km à l'est du centre de Paris et 10,5 km de la Porte de Vincennes.

### Communes limitrophes
Noisy-le-Grand est limitrophe des départements de Seine-et-Marne à l'est avec les communes de Champs-sur-Marne, Émerainville et Pontault-Combault et du Val-de-Marne à l'ouest avec les communes de Le Plessis-Trévise, Villiers-sur-Marne et Bry-sur-Marne. Elle est également la commune située la plus au sud du département de la Seine-Saint-Denis.
| Neuilly-Plaisance  | Neuilly-sur-Marne  | Gournay-sur-Marne             |
| Bry-sur-Marne      | Noisy-le-Grand     | Champs-sur-Marne Émerainville |
| Villiers-sur-Marne | Le Plessis-Trévise | Pontault-Combault             |

### Géologie et relief
La commune s'étend sur 12,95 km2 dont 280 hectares du Bois Saint-Martin, situé à l'extrémité sud de la commune. L'espace urbain de Noisy-le-Grand s'étend sur environ 4 km d'est en ouest et environ 5 km du nord au sud. Son altitude varie de 36 mètres à 113 mètres.

### Hydrographie

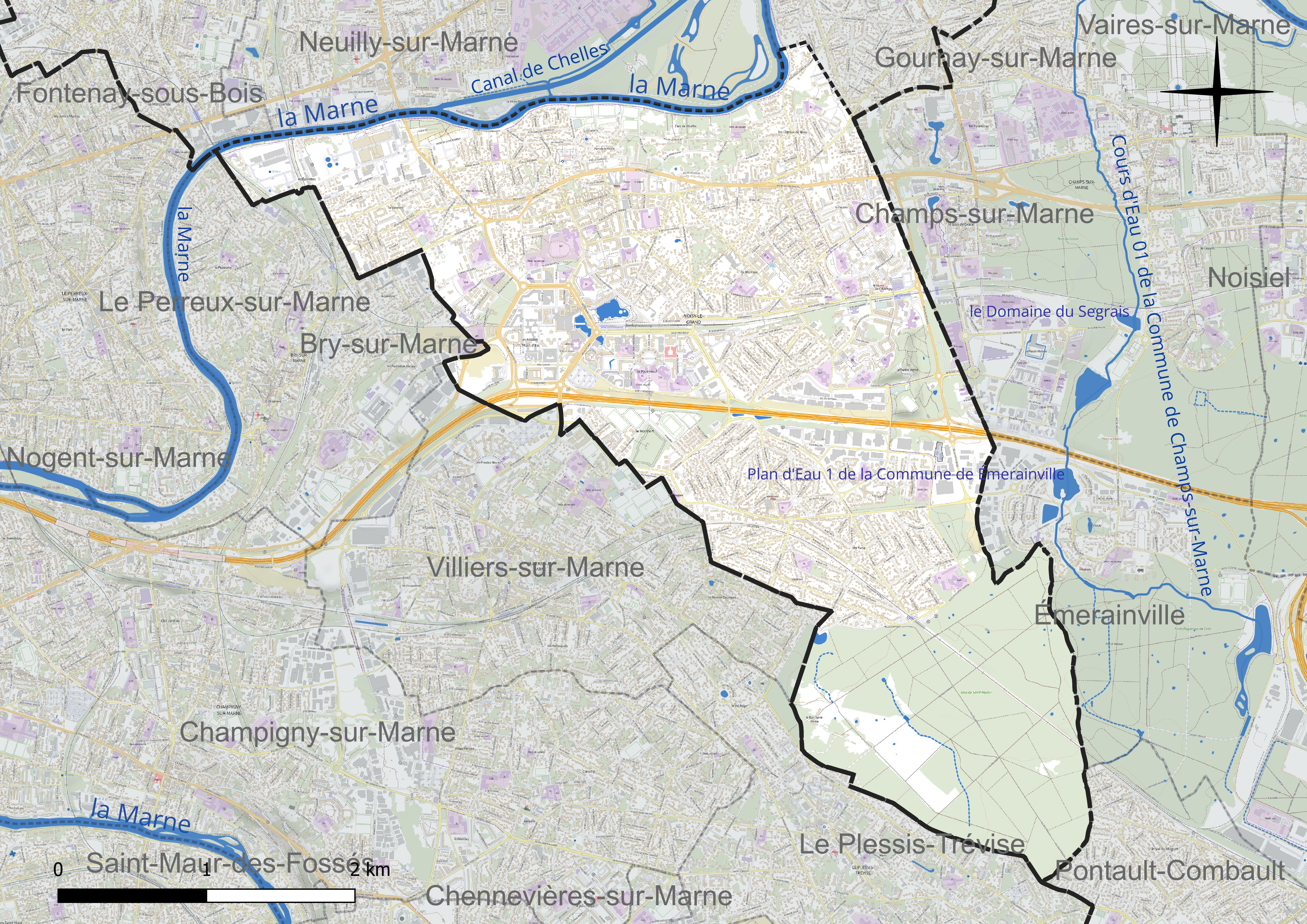
Carte hydrographique de la commune.

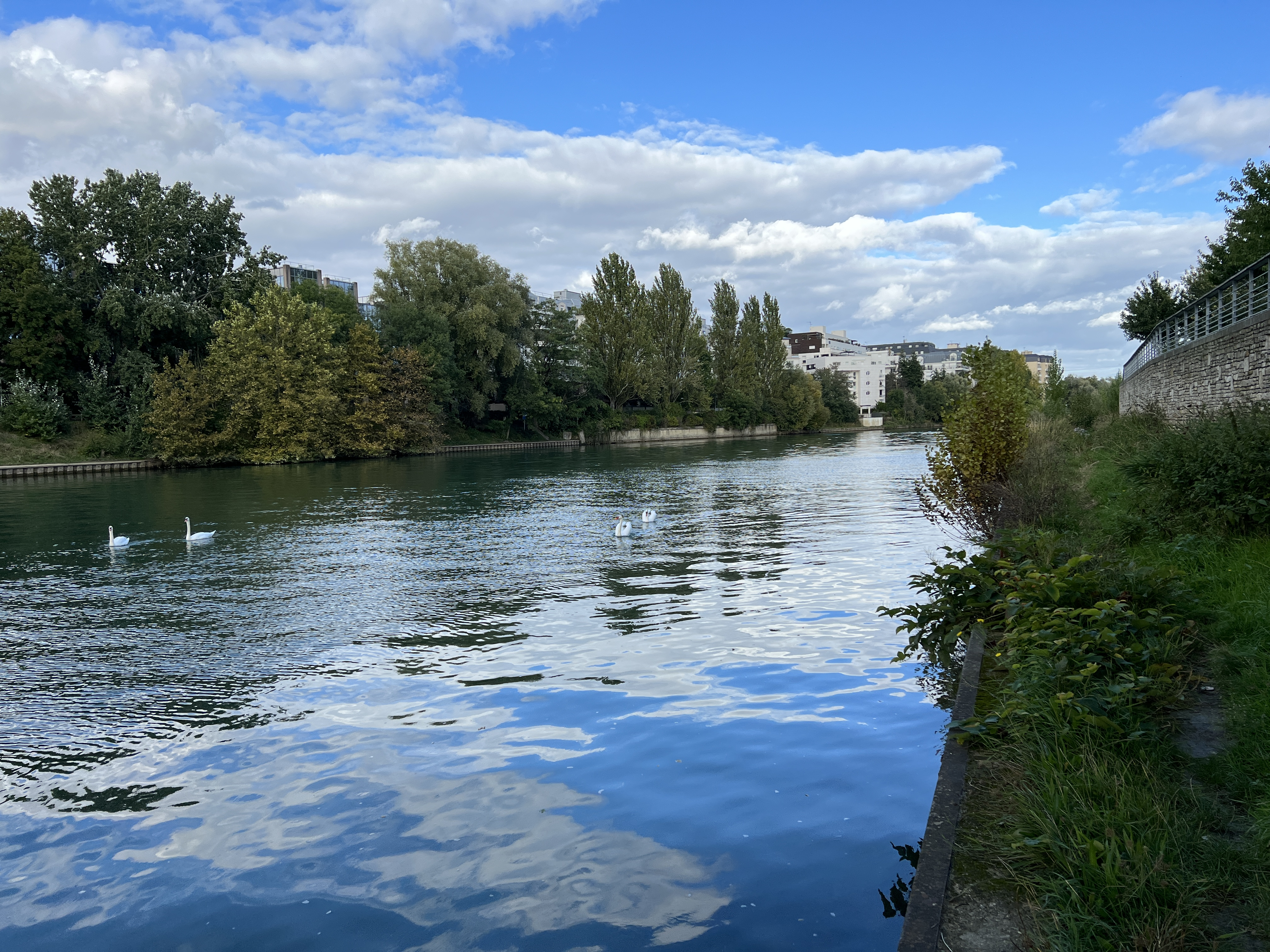
La Marne à Noisy-le-Grand

La Marne, l'un des principaux affluents de la Seine, coule au nord de la ville, qui se situe sur sa rive gauche.

### Climat
En 2010, le climat de la commune est de type climat océanique dégradé des plaines du Centre et du Nord, selon une étude du CNRS s'appuyant sur une série de données couvrant la période 1971-2000. En 2020, Météo-France publie une typologie des climats de la France métropolitaine dans laquelle la commune est exposée à un climat océanique altéré et est dans la région climatique Sud-ouest du bassin Parisien, caractérisée par une faible pluviométrie, notamment au printemps (120 à 150 mm) et un hiver froid (3,5 °C).
Pour la période 1971-2000, la température annuelle moyenne est de 11,4 °C, avec une amplitude thermique annuelle de 15 °C. Le cumul annuel moyen de précipitations est de 679 mm, avec 10,3 jours de précipitations en janvier et 7,7 jours en juillet. Pour la période 1991-2020, la température moyenne annuelle observée sur la station météorologique la plus proche, située sur la commune de Neuilly-sur-Marne à 3 km à vol d'oiseau, est de 12,3 °C et le cumul annuel moyen de précipitations est de 721,2 mm,. Pour l'avenir, les paramètres climatiques de la commune estimés pour 2050 selon différents scénarios d'émission de gaz à effet de serre sont consultables sur un site dédié publié par Météo-France en novembre 2022.
| Mois                                  | jan.           | fév.             | mars          | avril         | mai           | juin          | jui.          | août          | sep.          | oct.            | nov.            | déc.            | année     |
| ------------------------------------- | -------------- | ---------------- | ------------- | ------------- | ------------- | ------------- | ------------- | ------------- | ------------- | --------------- | --------------- | --------------- | --------- |
| Température minimale moyenne (°C)     | 2,1            | 1,9              | 4             | 6,2           | 9,8           | 13,1          | 15,1          | 14,7          | 11,2          | 8,5             | 5               | 2,6             | 7,8       |
| Température moyenne (°C)              | 4,9            | 5,4              | 8,5           | 11,5          | 15,1          | 18,4          | 20,7          | 20,4          | 16,6          | 12,7            | 8,1             | 5,4             | 12,3      |
| Température maximale moyenne (°C)     | 7,7            | 9                | 13,1          | 16,8          | 20,4          | 23,8          | 26,2          | 26,2          | 22            | 16,9            | 11,3            | 8,1             | 16,8      |
| Record de froid (°C) date du record   | −17 17.01.1985 | −12,5 08.02.1991 | −9,5 13.03.13 | −4,3 06.04.21 | −0,6 06.05.19 | 4 04.06.01    | 7,5 31.07.15  | 5 30.08.1986  | 1,5 30.09.18  | −4,5 30.10.1997 | −8,7 24.11.1998 | −8,9 29.12.1996 | −17 1985  |
| Record de chaleur (°C) date du record | 16,6 28.01.02  | 21,4 27.02.19    | 26,9 31.03.21 | 29,9 20.04.18 | 33,1 27.05.05 | 38,3 27.06.11 | 42,5 25.07.19 | 40,5 12.08.03 | 36,3 08.09.23 | 29,7 03.10.11   | 22,5 08.11.15   | 18 07.12.00     | 42,5 2019 |
| Précipitations (mm)                   | 57,7           | 50,6             | 51,5          | 50,2          | 72,4          | 62,4          | 64,4          | 60,4          | 52,2          | 60,5            | 62,8            | 76,1            | 721,2     |

### Milieux naturels et biodiversité

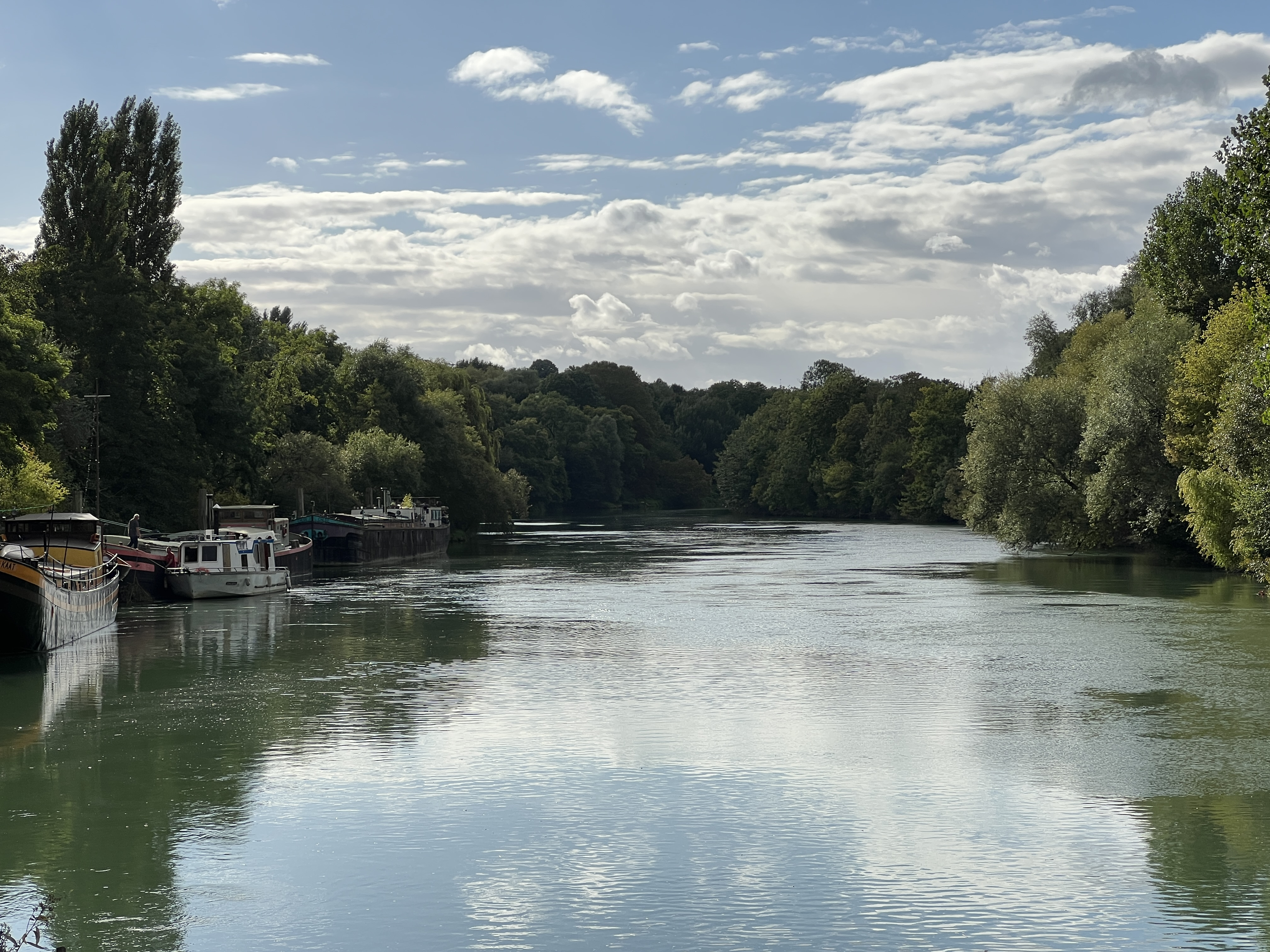
La Marne près de Gournay.

- de nombreux espaces verts: bois, parcs, jardins, promenades, squares, bords de Marne ;
  - Promenade des bords de Marne
  - Bois Saint-Martin et des Yvris
  - Parc de la Butte Verte
  - Parc Louis-Antoine de Bougainville
  - Jardin des Artistes
- deux parcours de santé: un au parc de la Butte-Verte et un autre au bois des Yvris ;
- un réseau de 15 km de pistes cyclables ;
- les deux sentiers de petite randonnée pédestre, balisés par le club local C.N.R.P. : une boucle dans toute la ville et un tronçon du sentier des bords de Marne,
- des jardins familiaux associatifs et partagés ;
- une trentaine d'aires de jeux pour enfants.
- Le Parc départemental de la Haute-Île, parc paysager de 65 hectares, se situe sur la commune de Neuilly-sur-Marne, en face de Noisy-le-Grand.

## Urbanisme

### Typologie
Au 1er janvier 2024, Noisy-le-Grand est catégorisée grand centre urbain, selon la nouvelle grille communale de densité à sept niveaux définie par l'Insee en 2022.
Elle appartient à l'unité urbaine de Paris, une agglomération inter-départementale regroupant 407  communes, dont elle est une commune de la banlieue,,.
Par ailleurs la commune fait partie de l'aire d'attraction de Paris, dont elle est une commune du pôle principal,. Cette aire regroupe 1 929 communes,.

### Occupation des sols

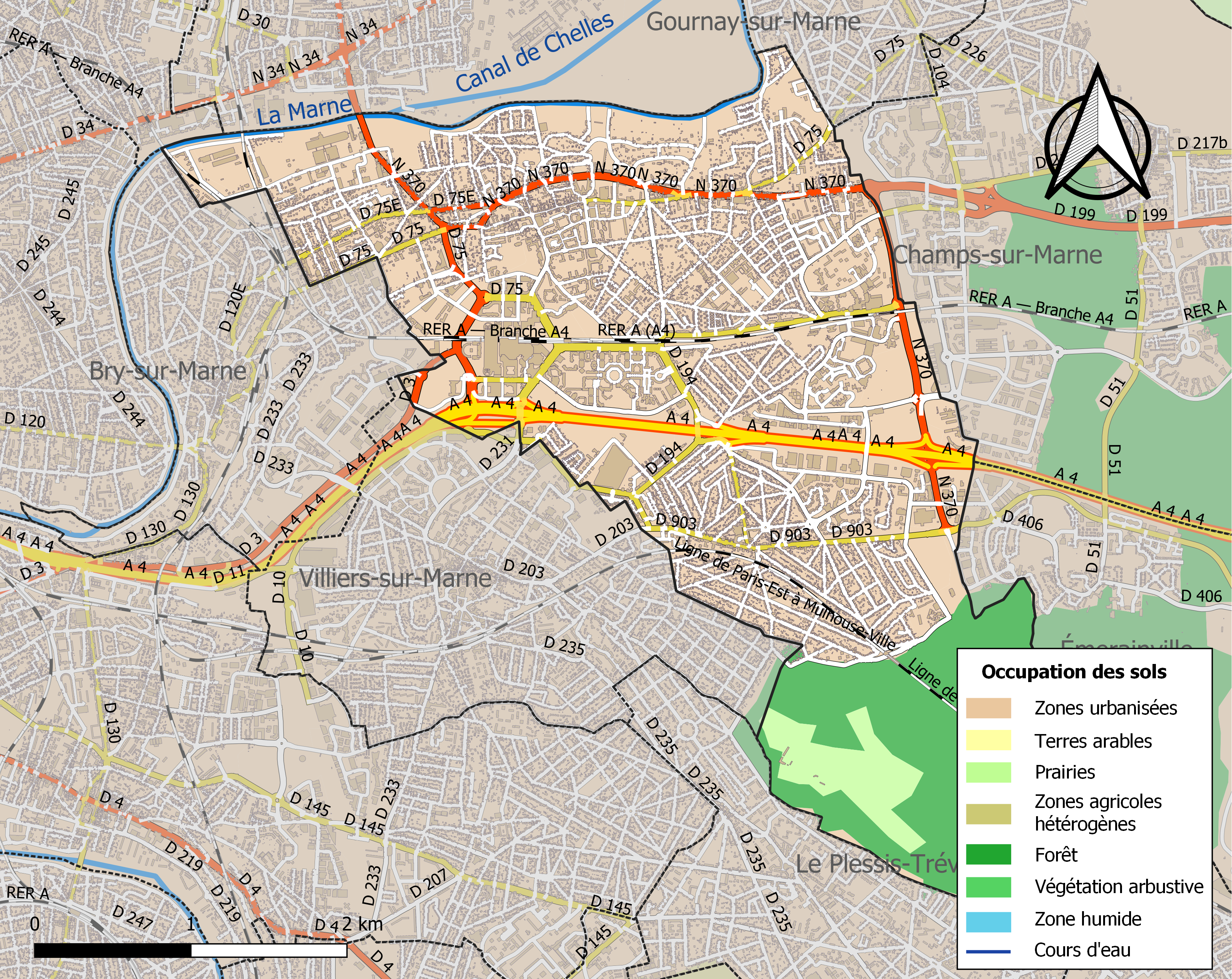
Carte des infrastructures et de l'occupation des sols de la commune en 2018 (CLC).

### Morphologie urbaine
Sur le Mont d'Est, au centre de la commune, et au bord de l'autoroute A4, se dressent, outre le centre commercial, la place des Fédérés, caractérisée par une architecture audacieuse, ainsi que plusieurs annexes du ministère des Finances.
Au sud de la commune, se trouve le Bois Saint-Martin, qui fait partie de la Ceinture Verte d'Ile-de-France.

### Quartiers
La ville se compose de vingt quartiers historiques[réf. nécessaire] :
- Butte-Verte
- Le Pavé Neuf
- Centre-ville
- Champy
- Clos aux Biches
- Cormiers
- Coteaux
- Grenouillère
- Hauts-Bâtons
- La Varenne
- Marnois
- Mont-d'Est
- Montfort
- Abraxas
- Le Palacio
- Les Hêtres
- Richardets
- Rive-Charmante
- Villeflix
- Yvris

Plus récemment, de nouveaux quartiers ont été aménagés ou renommés à la suite de la création de nombreuses ZAC sur la commune, notamment : Les Épinettes, Clos d'Ambert, Île de la Marne, Bas Heurts, Maille Horizon.
Noisy-le-Grand se distingue par une inégalité entre les différents quartiers relativement exacerbée. De larges zones pavillonnaires bordent la Marne ainsi que le sud du centre-ville où la composition sociale selon l'Insee se compose principalement de professions intermédiaires (classes moyennes), alors que les logements sociaux ont tendance à être beaucoup plus nombreux autour des stations du RER A, notamment à l'est, en limite de Champs-sur-Marne, ainsi qu'aux abords du centre commercial régional Arcades.

#### La ville quartier par quartier
Palacio-Abraxas

Les Espaces d'Abraxas.

L'aménagement de Noisy-le-Grand lors de la création de la ville nouvelle de Marne-la-Vallée a été l'occasion de confier à l'architecte catalan Ricardo Bofill la réalisation de la partie habitation du quartier du Mont d'Est situé à côté du centre commercial des Arcades dans le même quartier : « Les Espaces d'Abraxas » situés place des Fédérés, avec un ensemble de trois bâtiments (le « Théâtre » à l'ouest, l'« Arc » au centre et le « Palacio » à l'est). Cet ensemble a été construit entre 1978 et 1983 et compte 600 logements.
Le Palacio est un bâtiment massif de dix-huit étages d'inspiration postmoderne et de forme orthogonale. Il est composé de quatre cages d'escaliers (de deux cabines et d'un escalier de service en colimaçon).
Le Théâtre est un bâtiment d'allure plus modeste entourant une place évoquant les formes des théâtres antiques. Il est composé d'une petite dizaine de cages d'escaliers (d'un ascenseur et un escalier de service) et accueille une vingtaine d'appartement par cage. L'ensemble prend la forme d'un demi cylindre creusé en son centre.
Enfin, l'Arc est composé de deux cages d'escaliers qui se rejoignent au septième étage pour former une arche. Cet arc est entouré par le Palacio et le Théâtre. L'ensemble de ces trois bâtiments, « Les Espaces d'Abraxas », compte 590 appartements. Entre ces bâtiments se trouvent des jardins.
Le Pavé-Neuf

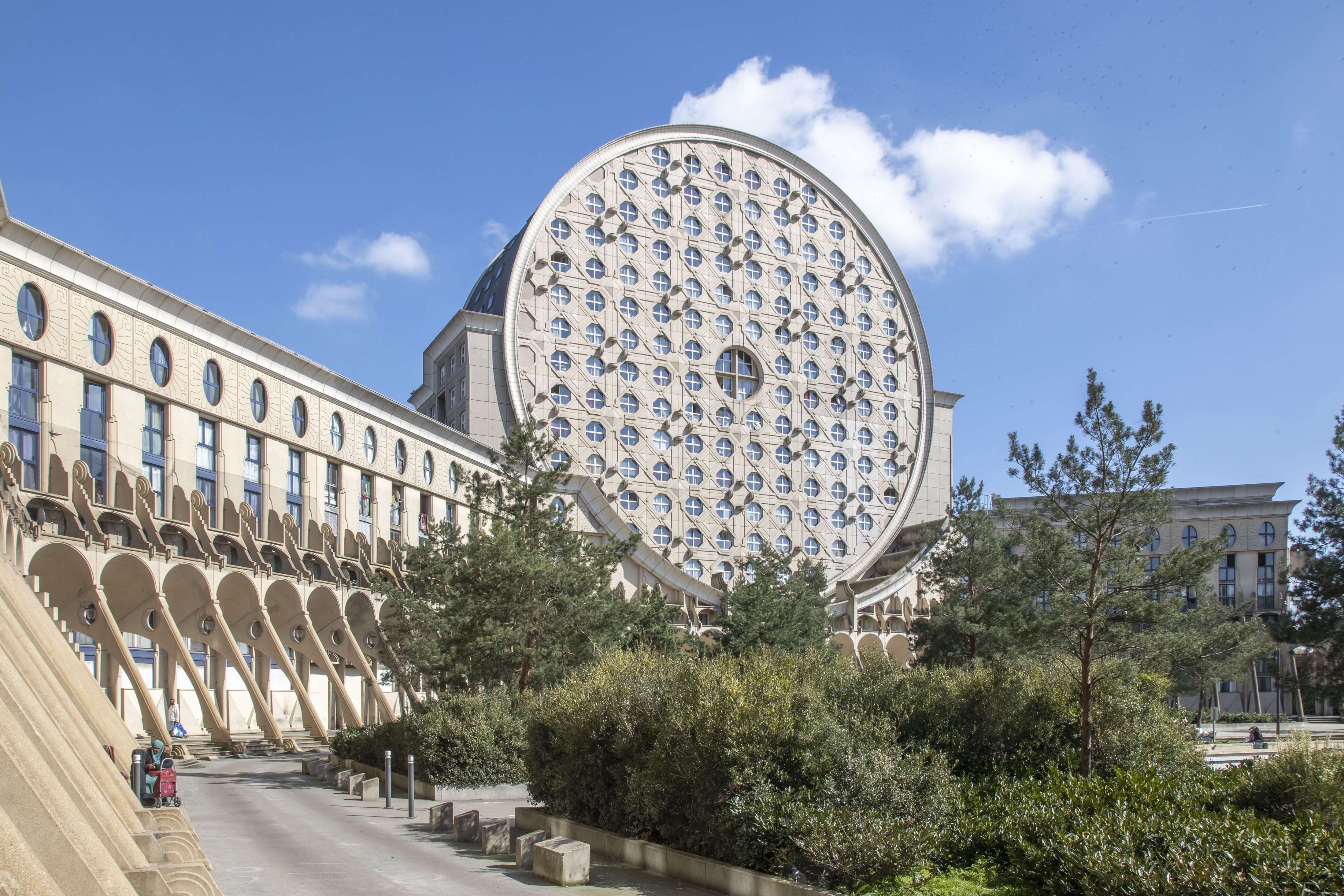
Les Arènes de Picasso.

L'architecture des habitations du Pavé-Neuf, quant à elle, a été confiée à Manuel Núñez Yanowsky, qui bâtit un ensemble appelé « les Arènes de Picasso » en 1985, comptant 540 appartements.
L'ensemble est principalement composé de bâtiments entourant une place. Aux deux extrémités, deux grands cylindres de 16 étages, dont l'axe est parallèle à l'équateur, sont encastrés dans les habitations. L'ensemble est une représentation abstraite d'un chariot renversé.
La tradition populaire a attribué un tout autre nom au lieu : cet ensemble est appelé par les habitants locaux les « camemberts » en référence à la forme des cylindres.
Le centre-ville
C'est le centre historique de la ville à prédominance pavillonnaire ancienne, avec une récente restructuration de construction de petits et moyens immeubles.

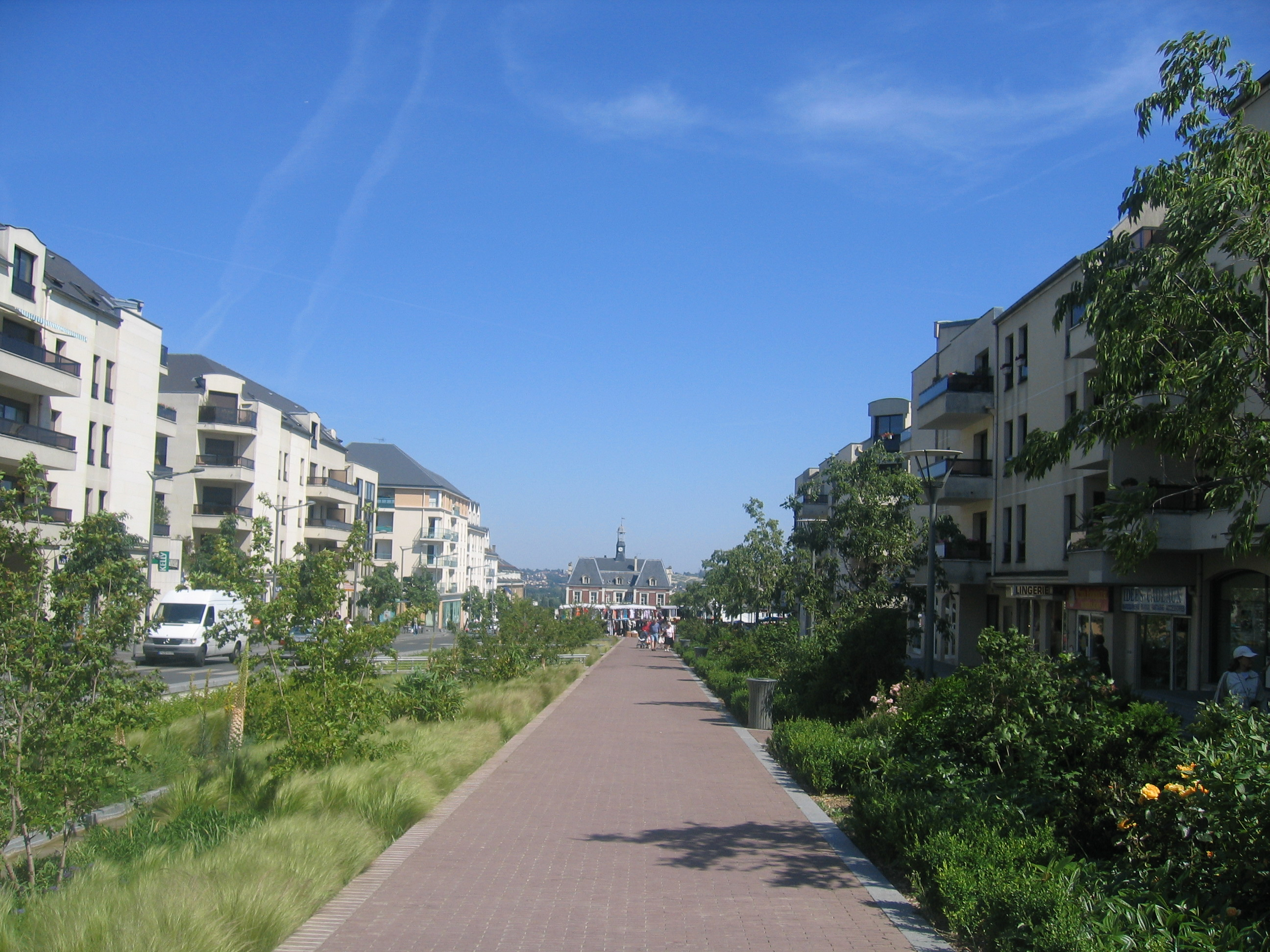
Le centre après réaménagement.
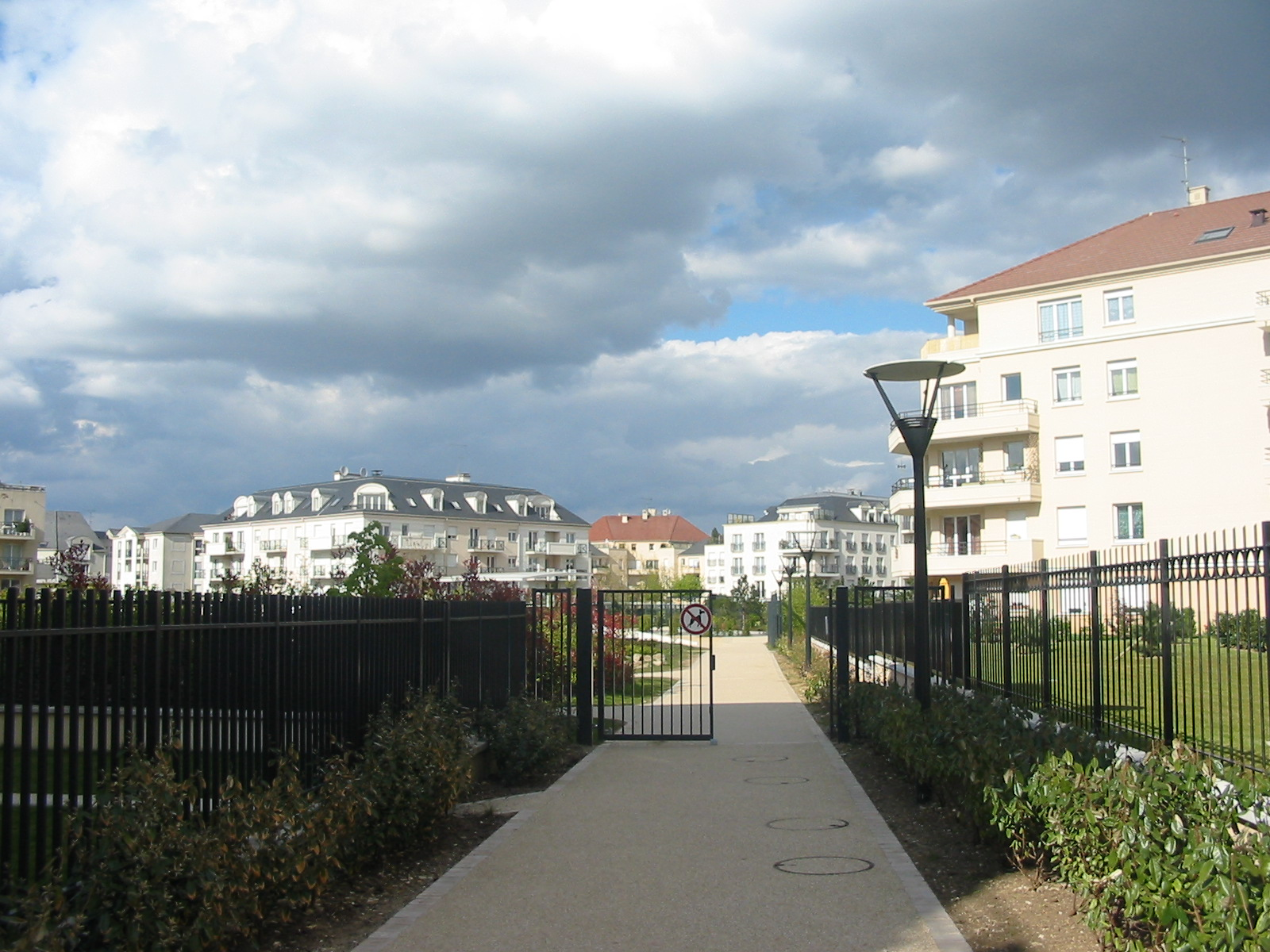
Entrée du Jardin des Artistes.
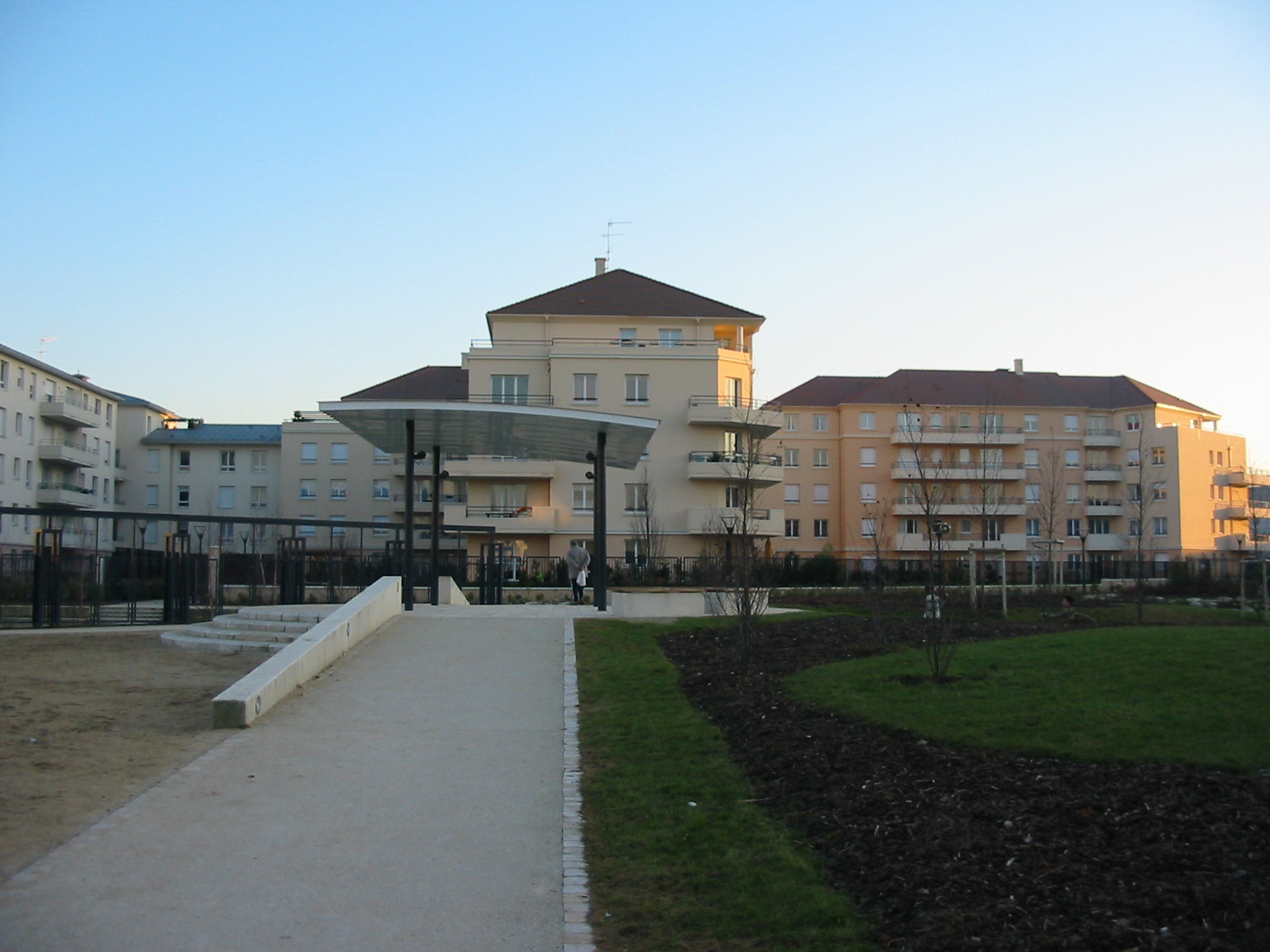
Le Jardin des Artistes.

### Habitat et logement
En 2021, le nombre total de logements dans la commune était de 31 108, alors qu'il était de 28 282 en 2016 et de 26 616 en 2011.
Parmi ces logements, 93,5 % étaient des résidences principales, 1,5 % des résidences secondaires et 5 % des logements vacants. Ces logements étaient pour 23,3 % d'entre eux des maisons individuelles et pour 74,6 % des appartements.
Le tableau ci-dessous présente la typologie des logements à Noisy-le-Grand en 2021 en comparaison avec celle de la Seine-Saint-Denis et de la France entière. Une caractéristique marquante du parc de logements est ainsi une proportion de résidences secondaires et logements occasionnels (1,5 %) supérieure à celle du département (1,3 %) mais inférieure à celle de la France entière (9,7 %).
| Typologie                                               | Noisy-le-Grand | Seine-Saint-Denis | France entière |
| ------------------------------------------------------- | -------------- | ----------------- | -------------- |
| Résidences principales (en %)                           | 93,5           | 92,6              | 82,2           |
| Résidences secondaires et logements occasionnels (en %) | 1,5            | 1,3               | 9,7            |
| Logements vacants (en %)                                | 5              | 6,1               | 8,1            |

En 2020, la ville, tenue par l'article 55 de la Loi SRU de disposer d'au moins 25 % de son parc de résidences principales en logements sociaux, respecte ses obligations

### Voies de communication et transports

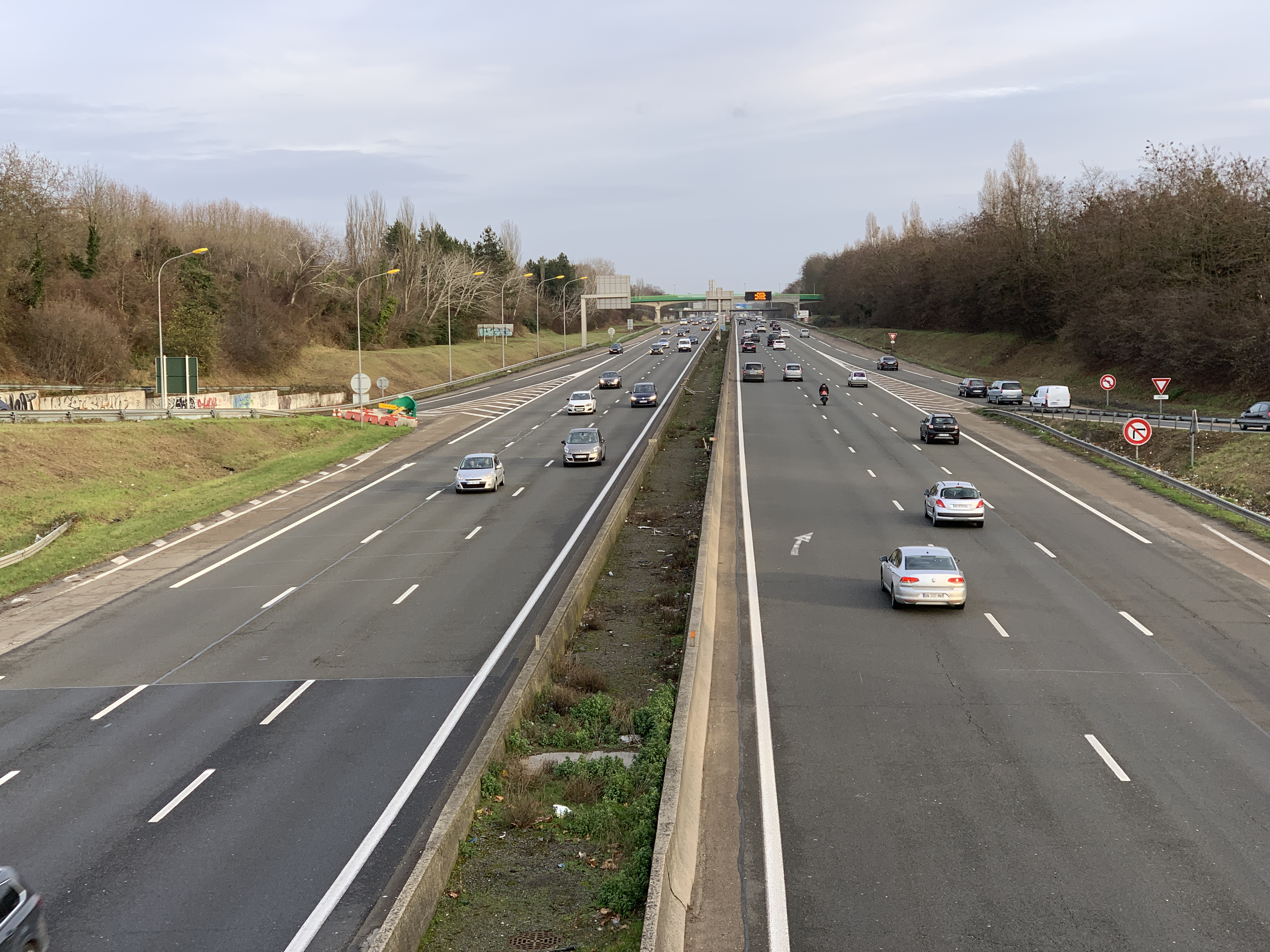
L'autoroute A4 en direction de Strasbourg.

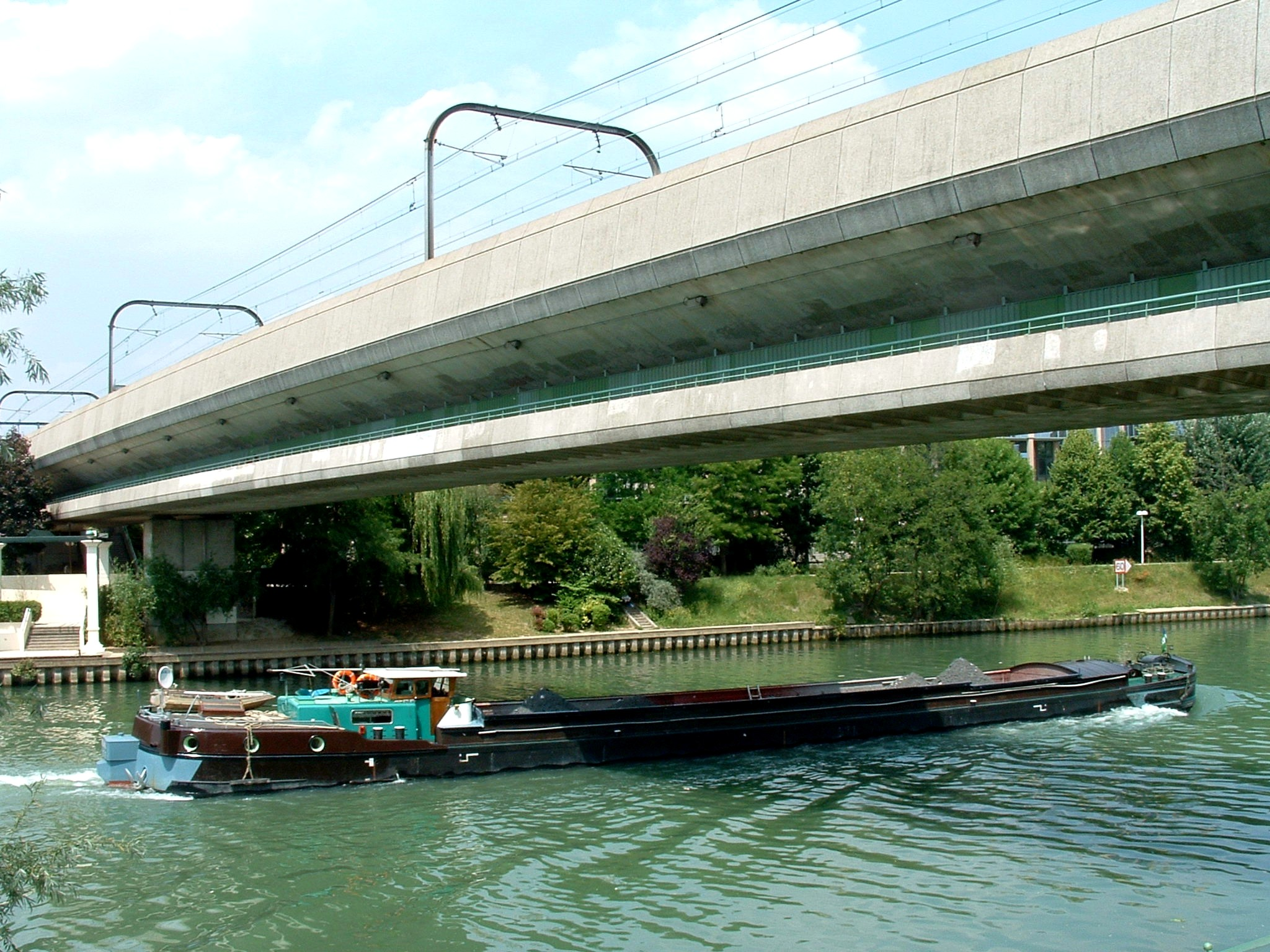
Viaduc du RER A sur la Marne à l'ouest de Noisy.

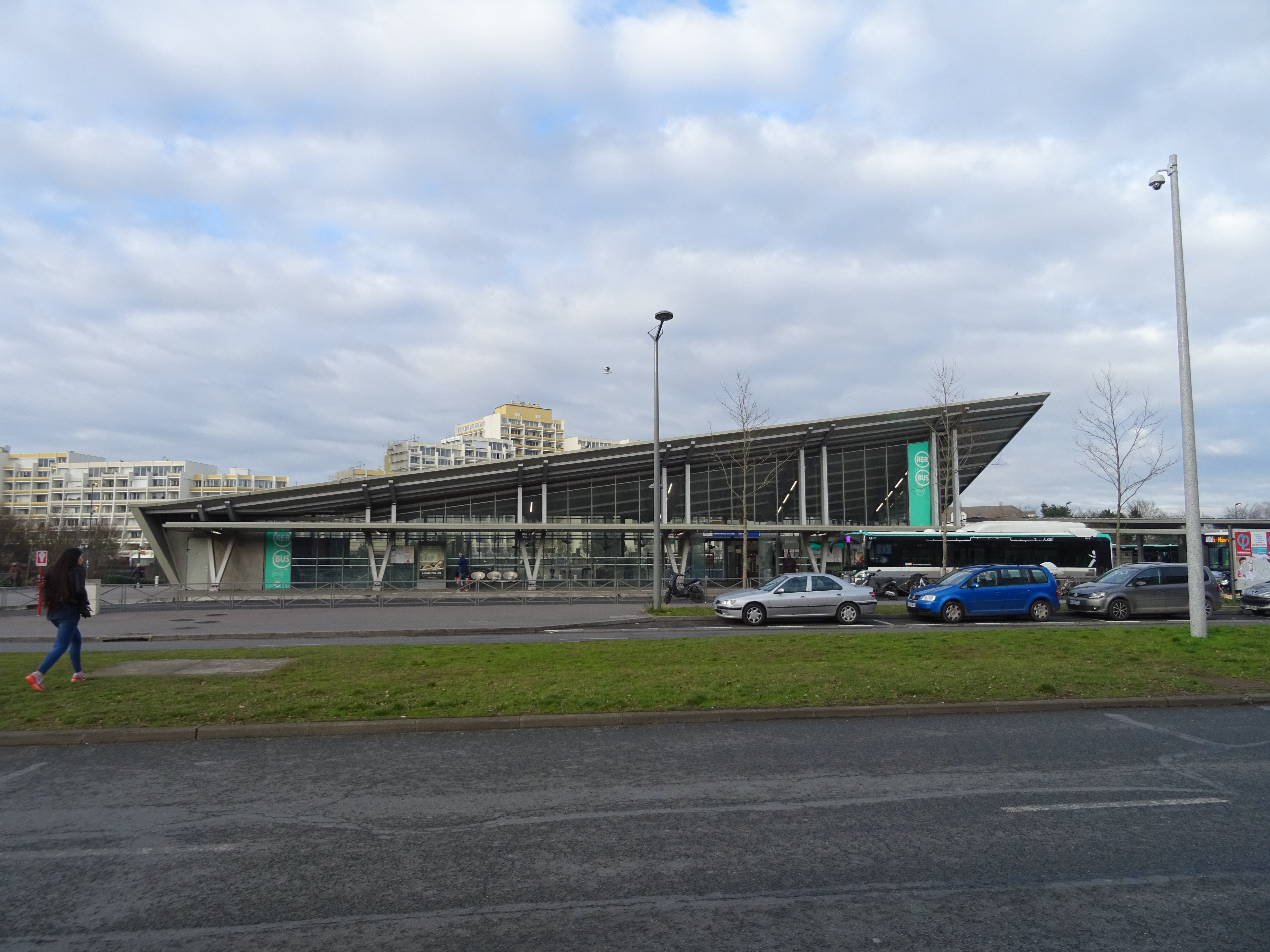
Gare routière de Noisy-le-Grand - Mont d'Est

Le territoire est traversé en son milieu d'est en ouest par l'autoroute A4 qui relie Paris à Strasbourg.
- La commune est desservie par l'autoroute A4, avec les sorties :
  - 8 Noisy-le-Grand-Centre, Marne-la-Vallée-Porte de Paris, Villiers-sur-Marne, Bry-sur-Marne, Centres Commerciaux ;
  - 9 Noisy-le-Grand-Centre ;
  - 10 Noisy-le-Grand-Richardets : Marne-la-Vallée-Cité Descartes, Chelles, Noisy-le-Grand-Richardets, Champs-sur-Marne.
- Sur un axe est/ouest au sud de la commune, la route nationale 303 traverse la commune de part en part en direction de la porte de Charenton.
- Sur un axe est/nord-ouest au nord de la commune, la route nationale 370 traverse la commune de part en part en direction de Gonesse.

La ville de Noisy-le-Grand est desservie par deux lignes de RER — dont trois gares sur la commune — et treize lignes de bus RATP. À l'avenir, elle accueillera deux lignes de bus en site propre et une tangentielle (ou train passant de banlieue en banlieue). Elle accueillera également les lignes 15 et 16 du Grand Paris Express :
- La ville de Noisy-le-Grand est desservie respectivement par deux gares du RER A sur la branche Marne-la-Vallée - Chessy et une gare du RER E sur la branche de Tournan :
  - La gare de Noisy-le-Grand - Mont d'Est dessert le quartier d'affaires et le centre commercial régional Les Arcades[13]. Le trajet vers la gare de Châtelet-Les Halles prend entre 18 et 21 minutes, et celui vers la gare de Marne-la-Vallée - Chessy 20 minutes (correspondances avec le TGV).
  - La gare de Noisy - Champs, à cheval sur les communes de Noisy-le-Grand (quartier du Champy) et de Champs-sur-Marne (quartier de Nesles), dessert le campus universitaire Descartes et le centre commercial du Champy.
  - La gare des Yvris-Noisy-le-Grand dessert le sud de la ville de Noisy-le-Grand et donne accès aux quartiers des Yvris et des Richardets.

Les gares de Neuilly-Plaisance et de Bry-sur-Marne sur le RER A ne se trouvent pas à Noisy-le-Grand, mais elles donnent l'accès respectivement aux quartiers des Épinettes et de La Varenne situés à la limite ouest de la ville.

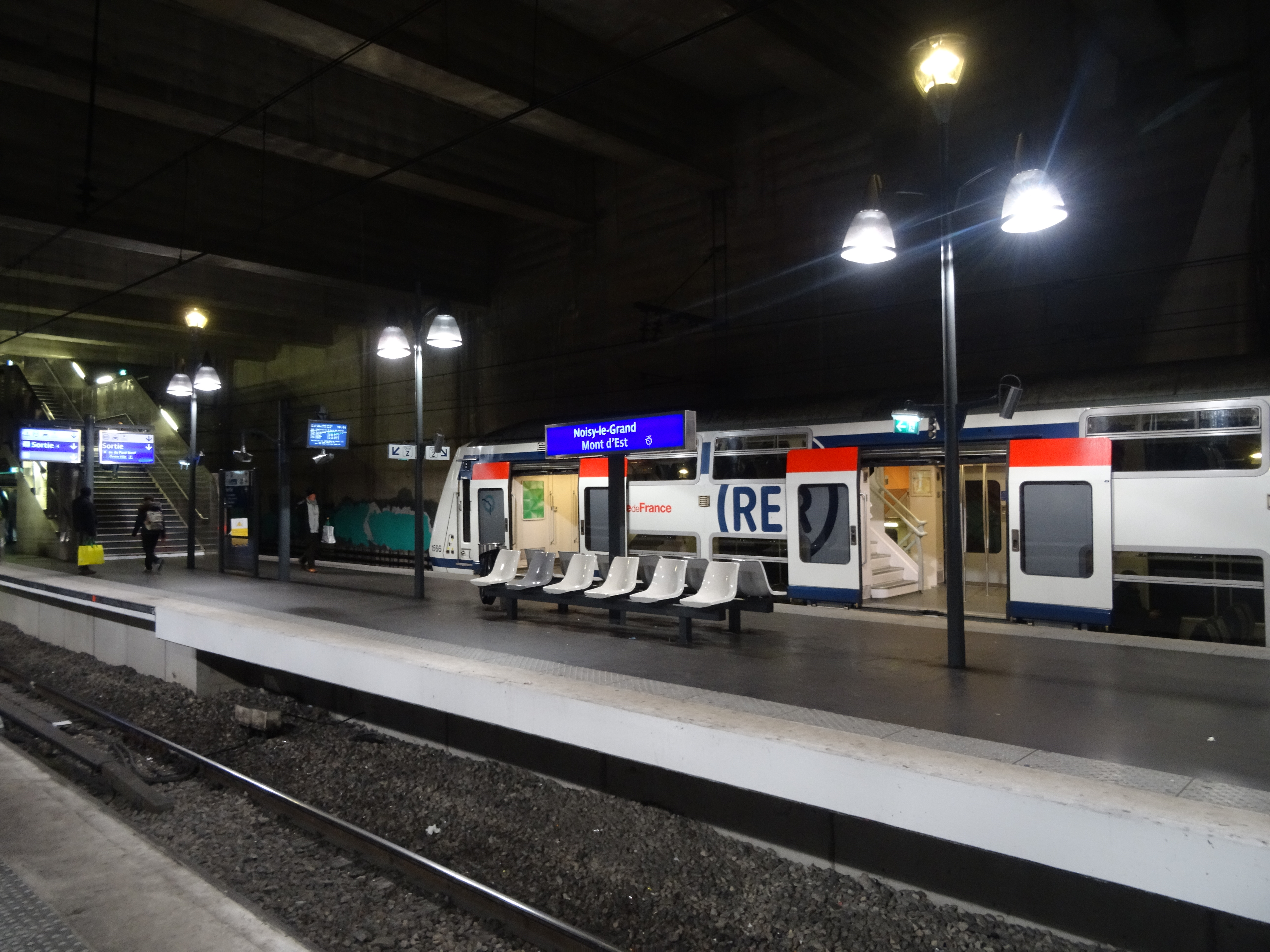
Gare de Noisy-le-Grand - Mont d'Est.
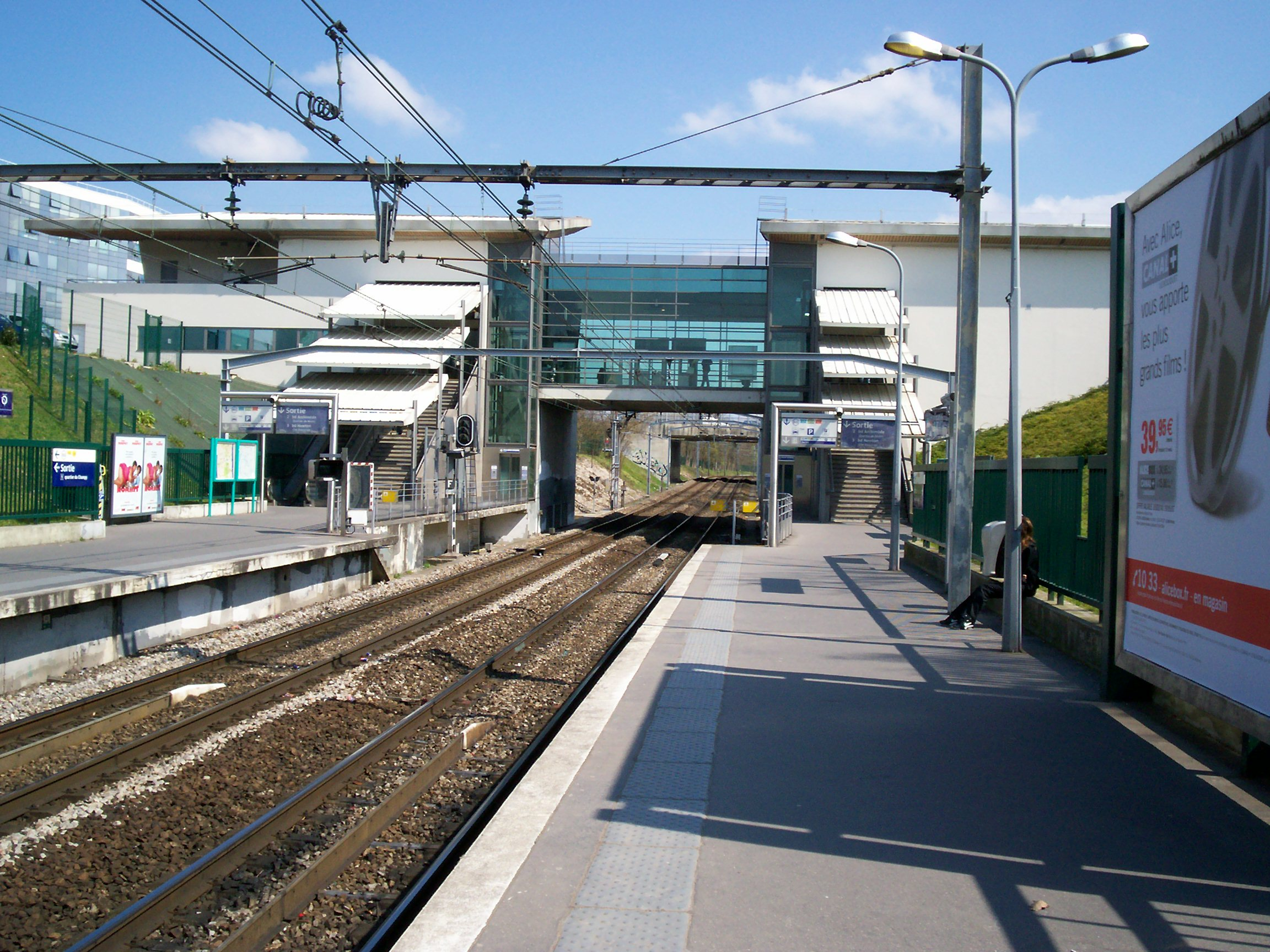
Gare de Noisy-Champs.
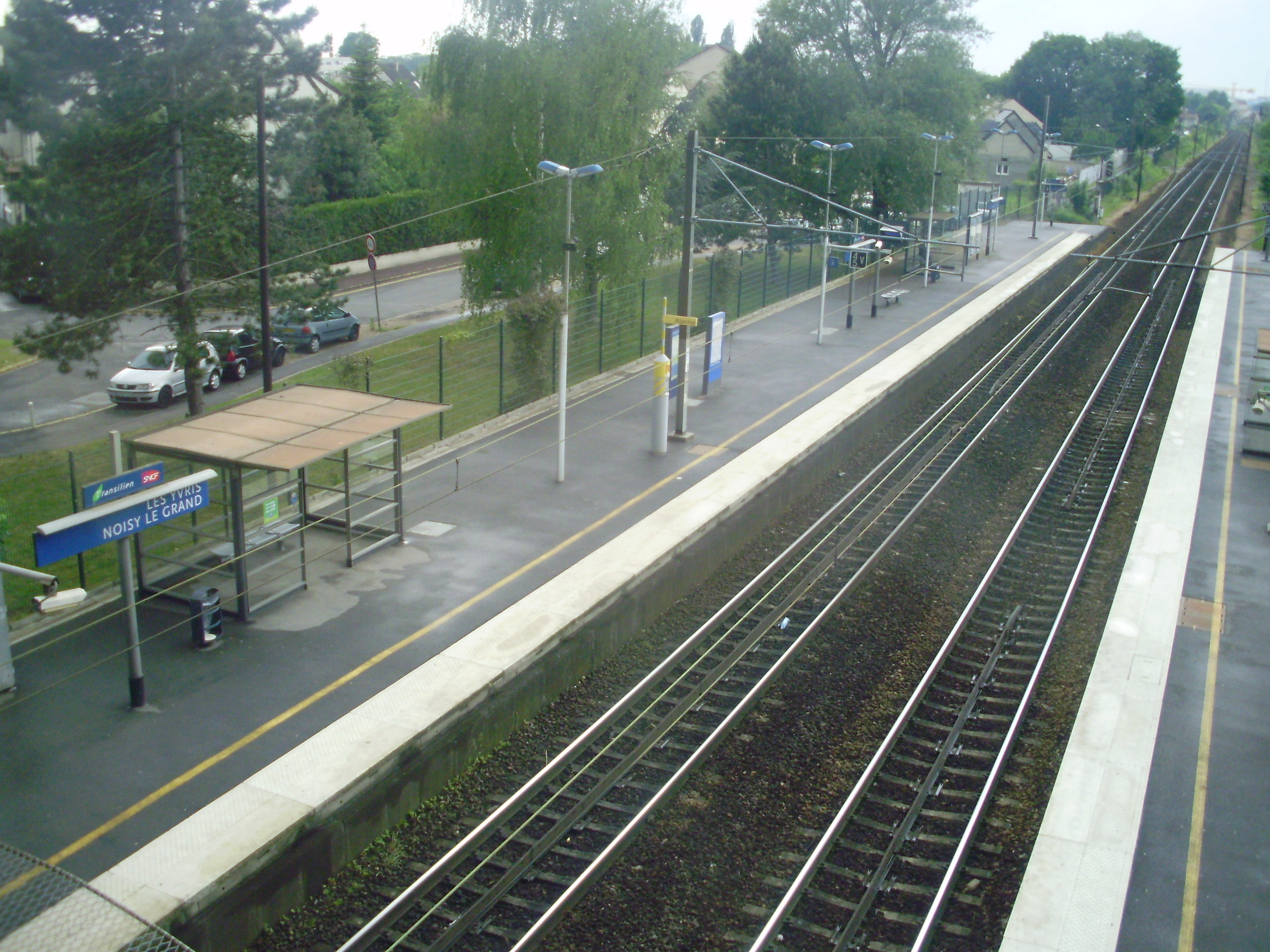
Gare des Yvris - Noisy-le-Grand.

La commune est desservie par de nombreuses lignes du réseau de bus RATP : 120, 206, 207, 212, 213, 220, 303, 306, 310, 312, 320 et 520.
La nuit, deux lignes Noctilien desservent Noisy-le-Grand depuis/vers Paris-Gare-de-Lyon. La ligne N34 permet de se rendre en direction de Torcy et la ligne N130 a pour terminus la gare de Marne-la-Vallée - Chessy. La première assure une desserte plus fine du nord de la ville et la seconde s'arrête uniquement au Mont d'Est et au Campus Descartes.
Une nouvelle gare routière a été ouverte au public en 2013 au-dessus des voies du RER A à la gare de Noisy-le-Grand - Mont d'Est. Elle accueille plus de onze lignes de bus au lieu de six sur l'ancienne gare routière souterraine.

#### Projets de transports

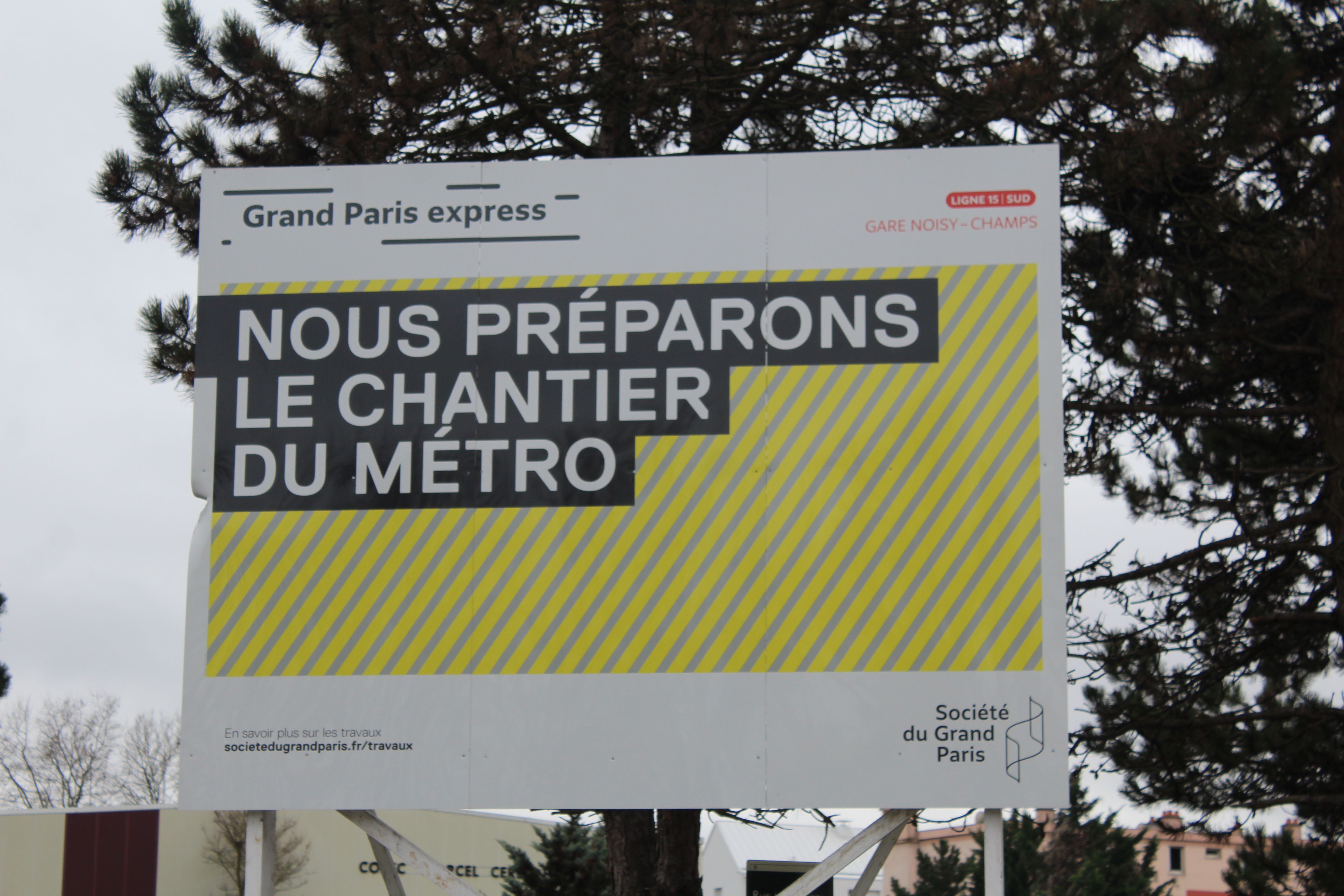
Travaux préparatoires pour la ligne 15 du Grand Paris.

Fin 2025, Noisy-le-Grand accueillera un bus à haut niveau de service dénommé Altival à la gare de Noisy-le-Grand - Mont d'Est (terminus). Ce projet facilitera l'accès au métro 15 du Grand Paris Express et au RER E à la future gare de Bry-Villiers-Champigny.
Dans l’avenir, la commune sera desservie par 3 lignes du métro de Paris, à la future gare de Noisy - Champs. La mise en service est envisagée pour 2025 pour la ligne 15 et 2030 pour la ligne 16. À terme, la ligne 11 devrait être prolongée jusqu’à Noisy - Champs, le prolongement de cette ligne s’effectuant en deux étapes : la première étape effectue le prolongement de la ligne de Mairie des Lilas à Rosny - Bois-Perrier envisagée en 2022 et la seconde concerne le prolongement de Rosny - Bois-Perrier à Noisy - Champs. Cette dernière étape n'est cependant pas définie, du fait des difficultés financières que rencontre la Société du GPE et aucune date n’est prévue.
La gare de Noisy-le-Grand - Mont d'Est devait être le terminus de l'Est-TVM, est annulée en novembre 2024.

### Risques naturels et technologiques
Les quartiers nord et est des bords de Marne sont situés en zone inondable et surveillés par une cellule de crise municipale en cas d'inondation[réf. nécessaire].

## Toponymie

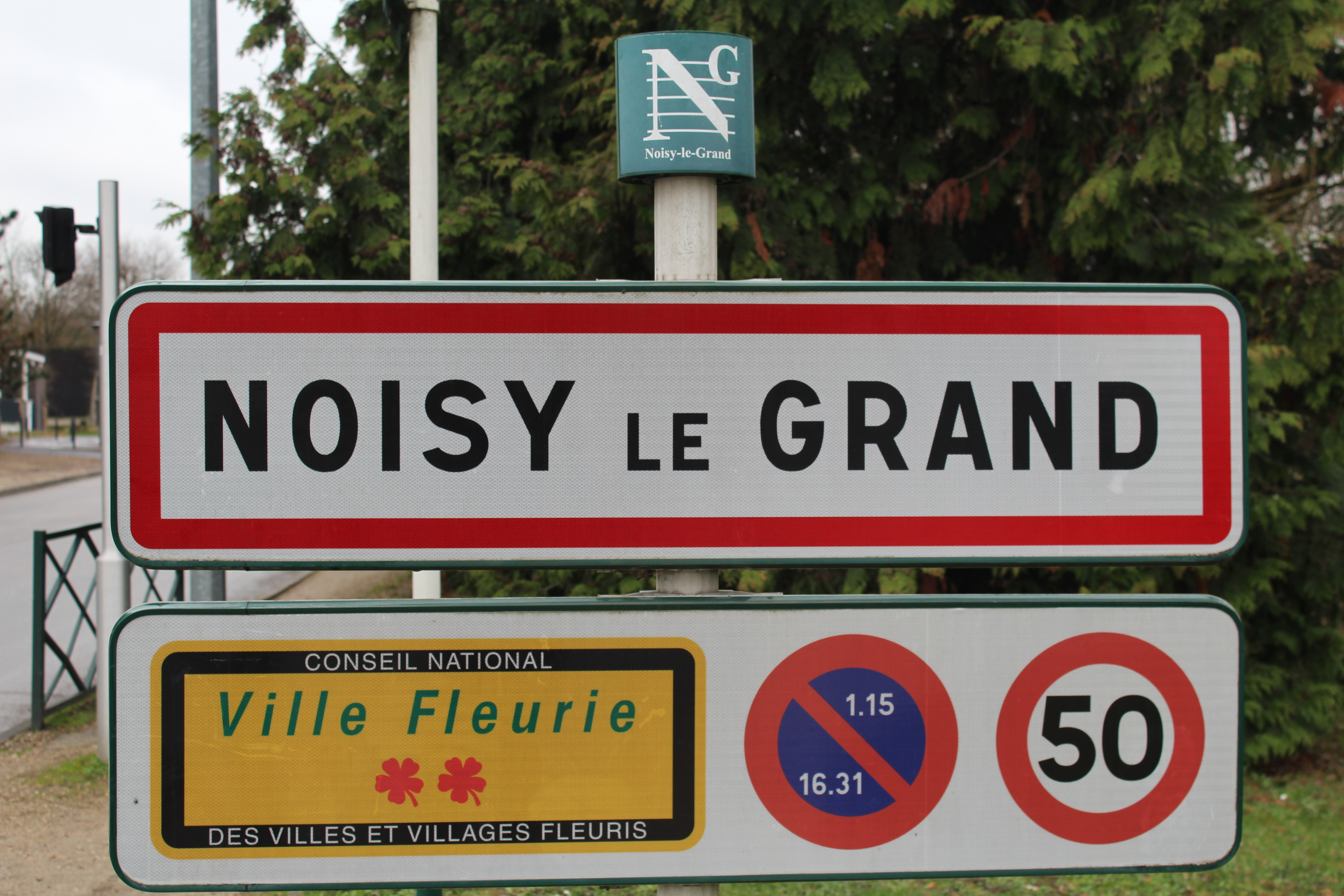
Panneau d'entrée depuis Champs-sur-Marne.

Noisy-le-Grand est attesté sous la forme Nucetum à la fin du VIe siècle, Nociacum en 1089, Nucenum Magnum dès 1096, Nuseium en 1142, Nusiacum en 1150, Noisiacum-magnum.
Tous les Noisy  possèdent des formes anciennes en -(i)acum qui a le plus souvent évolué sous forme d'une finale -y dans cette partie du territoire. Le premier élément représente peut-être un nom de personne. Albert Dauzat propose Nautius, suivi du suffixe de propriété -acum pour expliquer Noizé. La forme primitive, si elle est juste, implique un recours au bas latin Nucetum, basé sur le latin nux / nucis « noix » associé au suffixe -etum, les formes en -(i)acum étant dès lors considérées comme de mauvaises latinisations. Cependant, les formes anciennes de la plupart des Noisy sont en -(i)acum et l'association de ce suffixe au fruit plutôt qu'à l'arbre est singulière, hormis en Corse, loin du domaine linguistique du gallo-roman, où Noceta remonte à Nucetum. Or, les Noisy ne se retrouvent ailleurs, qu'en Île-de-France. Le nom du noyer est issu du bas latin *nucarius et son association avec le suffixe collectif -etum a donné les Norrey, Norrois, Noroy, Nourray, Nozay, Noizay, etc. Une *noraie ou une *noizaie serait donc une plantation de noyers en français.
Le déterminant complémentaire le-Grand semble motivé soit par l'étendue de la commune, soit par le fait que Noisy ait été résidence royale au cours du Haut Moyen Âge.

## Histoire

### Antiquité
La ville de Noisy-le-Grand, située sur un promontoire qui domine et permet de contrôler la vallée de la Marne, est une ville très ancienne. Une légende reprise par l'abbé Lebeuf veut que les Romains dès la Gaule conquise aient planté de nombreux noyers dans cette région, d'où le nom de Noisy en partant de la racine latine nux, nucis (noix). En réalité, les Romains n'ont fait que passer dans la région au moment de la révolte des peuples gaulois et ils ne se sont bien sûr pas arrêtés pour planter des noyers. Comme mentionné plus haut, il n'est même pas certain que l'étymologie du nom de la ville ait quelque chose à voir avec le noyer.

### Moyen Âge
Noisy-le-Grand qui était connu au VIe siècle, était une résidence des rois mérovingiens. Le roi Chilpéric y avait une maison de plaisance.
Au lieu-dit les Mastraits, une fouille préventive réalisée par l'Inrap et le Bureau d’archéologie de Seine-Saint-Denis, a permis la mise en évidence de 651 sépultures à inhumations des époques mérovingienne (219 sépultures) et carolingienne (409 sépultures). Vingt-trois sont chronologiquement indéterminées. Une limite fossoyée de la nécropole mérovingienne (à l’ouest) abandonnée à l’époque carolingienne a été mis en évidence. Quatre-cent-dix-huit éléments de mobilier en alliage cuivreux, en fer, en verre et en os ont été décomptés. Cent-trente-et-un sarcophages de plâtre ont été fouillés, 12 d’entre eux présentaient des décors encore visibles.
Grégoire de Tours raconte que Frédégonde y fit emprisonner et tuer le jeune Clovis, le fils de Chilpéric Ier, qui fut enterré sous la gouttière d'une chapelle, puis jeté dans la Marne et ensuite inhumé dans l'église de Saint-Germain-des-Prés, à Paris.
Grégoire de Tours évoque dans l'Histoire des Francs une « villa royale », ainsi qu'un oratoire réservé à la prière. On peut toujours voir le reste de leur villa à l'emplacement de l'actuelle cour Chilpéric. Selon la légende, Clovis II aurait été enterré à Noisy-le-Grand, soit dans les bas de Noisy le grand soit rue des Mastraits. Les Carolingiens auraient ensuite édifié une petite chapelle au-dessus de cet autel. En 2009, des fouilles archéologiques ont mis au jour les restes d'une nécropole mérovingienne et carolingienne qui pourrait être mise en rapport avec ces descriptions historiques. Il s'agit d'un ensemble de 651 tombes dont la moitié date des Mérovingiens (Ve siècle-VIIe siècle). Les recherches de janvier 2015 viennent accréditer et compléter le nombre de 550 tombes supplémentaires : ainsi, il y aurait 1 150 tombes à l'entrée de la rue des Mastraits, mais le site devrait contenir environ 3 000 sépultures.
Il y indique également  les gelées de printemps de 583 et 587 qui causèrent du tort au vignoble à Noisy-le-Grand. C'est la première évocation de la présence de la vigne à Noisy-le-Grand. Ce vignoble va perdurer jusqu'en 1870 avec 72 ha plantés sur les coteaux à l'est et à l'ouest de la ville au-dessus de la Marne. Pendant 1300 ans les vignerons vont produire un vin local qui sera transporté par la Marne jusqu'à Paris pour y être commercialisé. Ce sera la seule activité économique de Noisy-le-Grand pendant toute cette période. De nombreux actes notariés ou de justice évoquent la présence de ce vignoble.
En 1060, la ville passe aux mains des moines de Saint-Martin-des-Champs par une donation d'Henri Ier.L'église date du XIIIe siècle.

### Temps modernes
Les moines de Saint-Martin-des-Champs mettent en valeur les terres de cette seigneurie jusqu'en 1709, date à laquelle il la vendent à Paul Poisson de Bourvallais qui y bâtit un château désormais détruit.
L'étude généalogique des familles de Noisy-le-Grand fait mention du métier de vigneron dans de nombreux actes d'état civil.
Non loin de Noisy-le-Grand était situé le château de Villeflix, dont les restes sont toujours situés sur la commune de Noisy. Un nouveau château est édifié vers 1709 par Bourvalais, seigneur du lieu. Une carte datée de 1740 figure ainsi un bâtiment d’une cinquantaine de mètres de long sur une trentaine de large, avec deux ailes formant retour. Sur un autre plan cet ensemble a perdu le corps de bâtiment sud ; quant au château, il semble représenté sous l’aspect d’une construction à pavillon central relié par des galeries à des pavillons d’angle. Le château est détruit peu après 1779. Les jardins étaient fort estimés, d'après Dezallier d'Argenville.

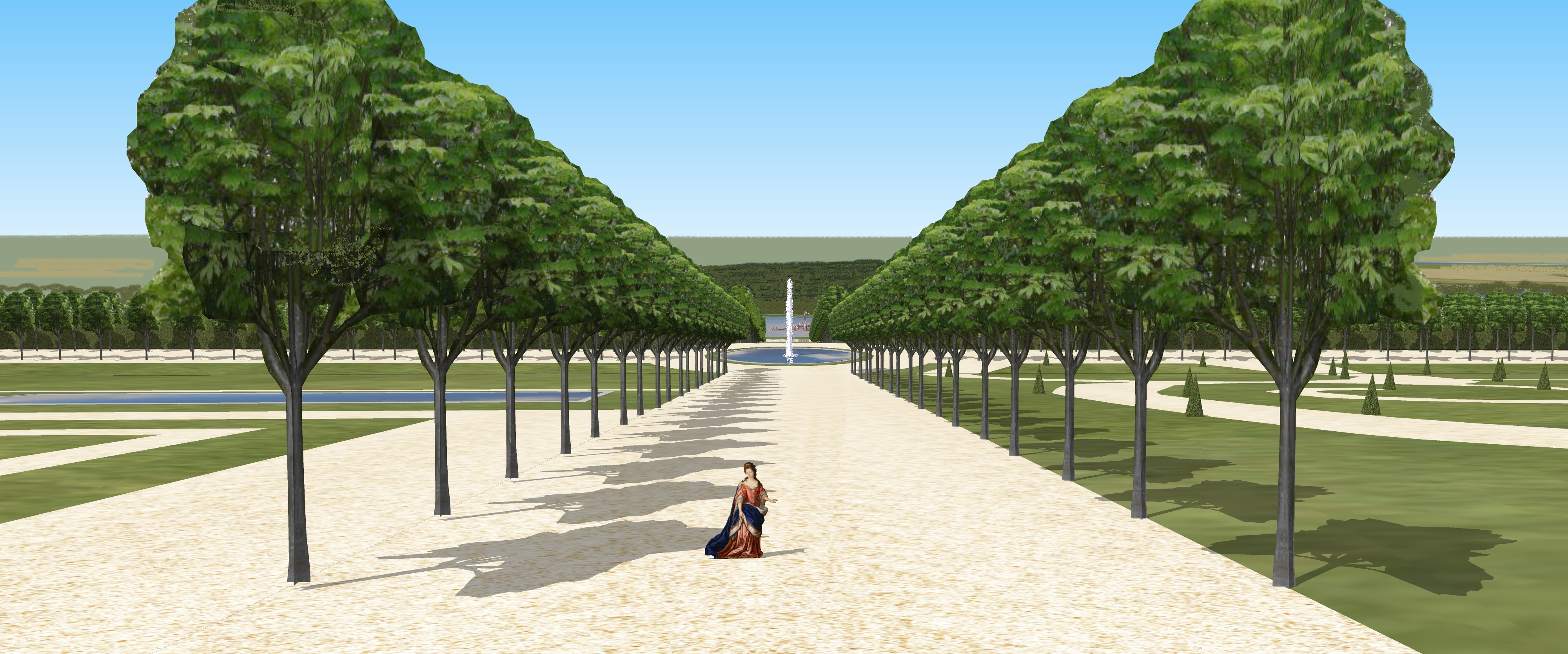
Vue de l'allée latérale depuis le milieu du parterre haut du château de Villeflix.
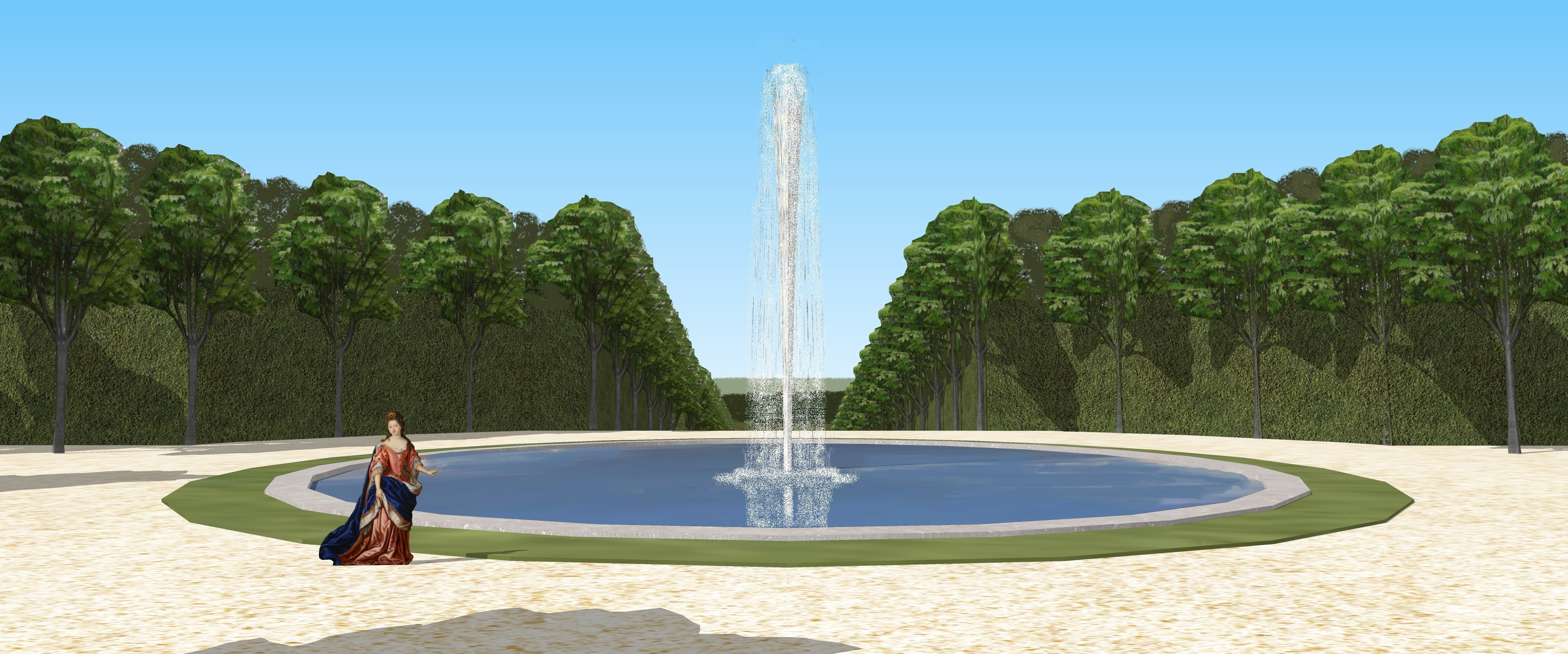
Vue depuis le bassin rond au milieu de la perspective basse.
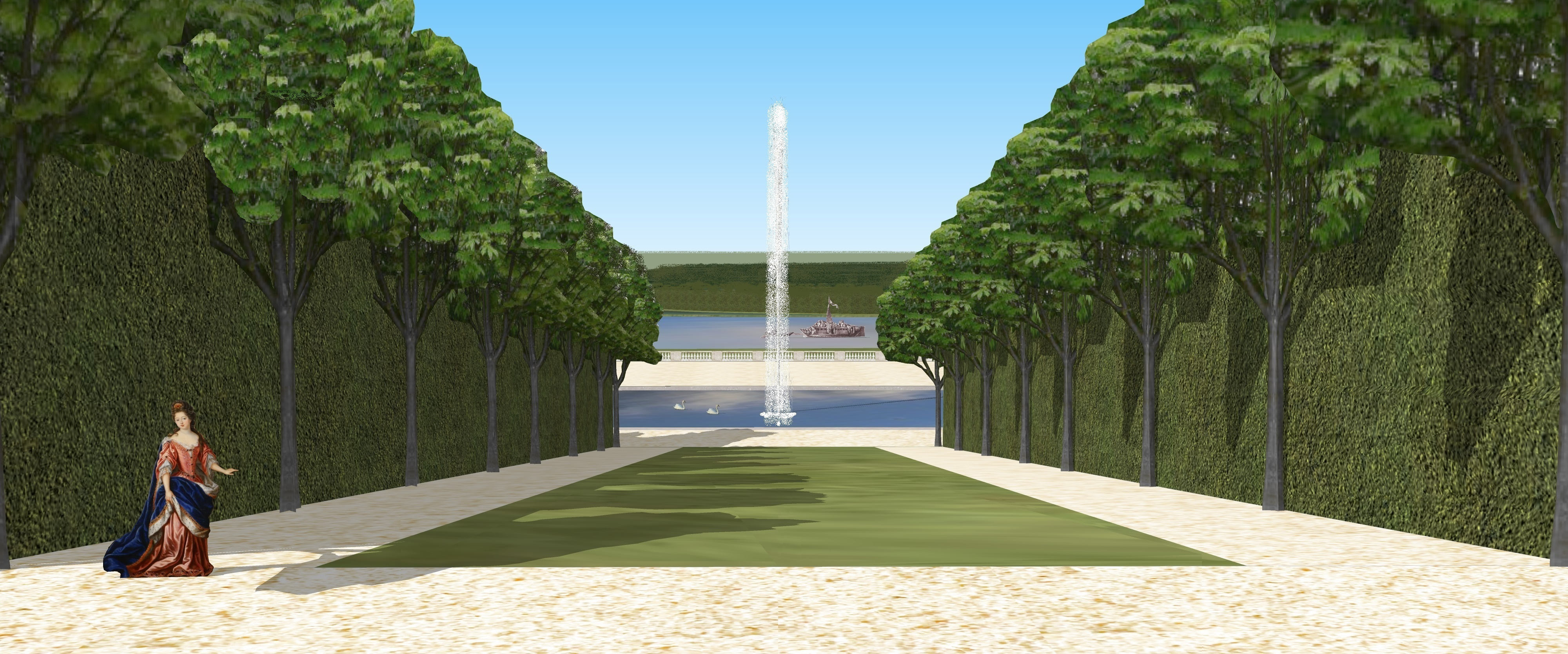
Vue depuis le petit escalier bas, avec le jeu visuel entre le bassin et la Marne.
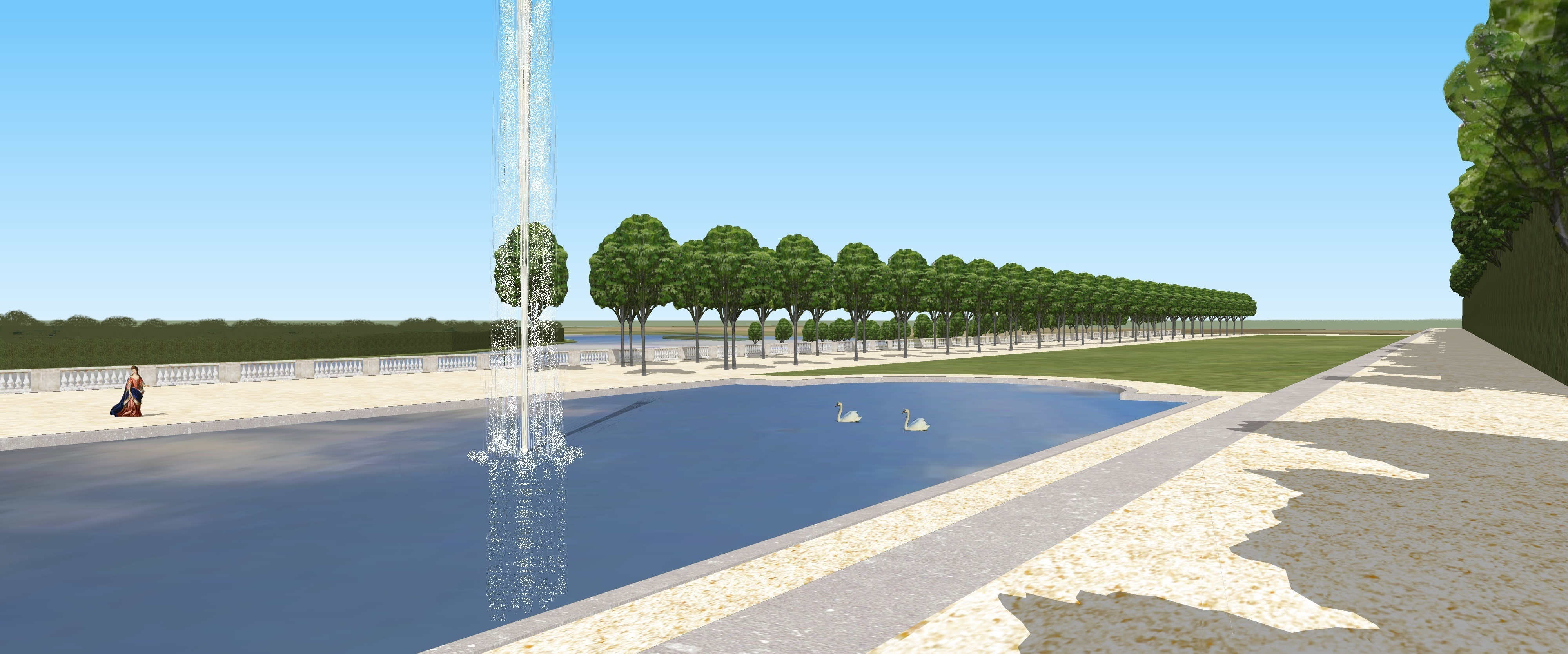
Restitution du grand bassin bas de Villeflix.
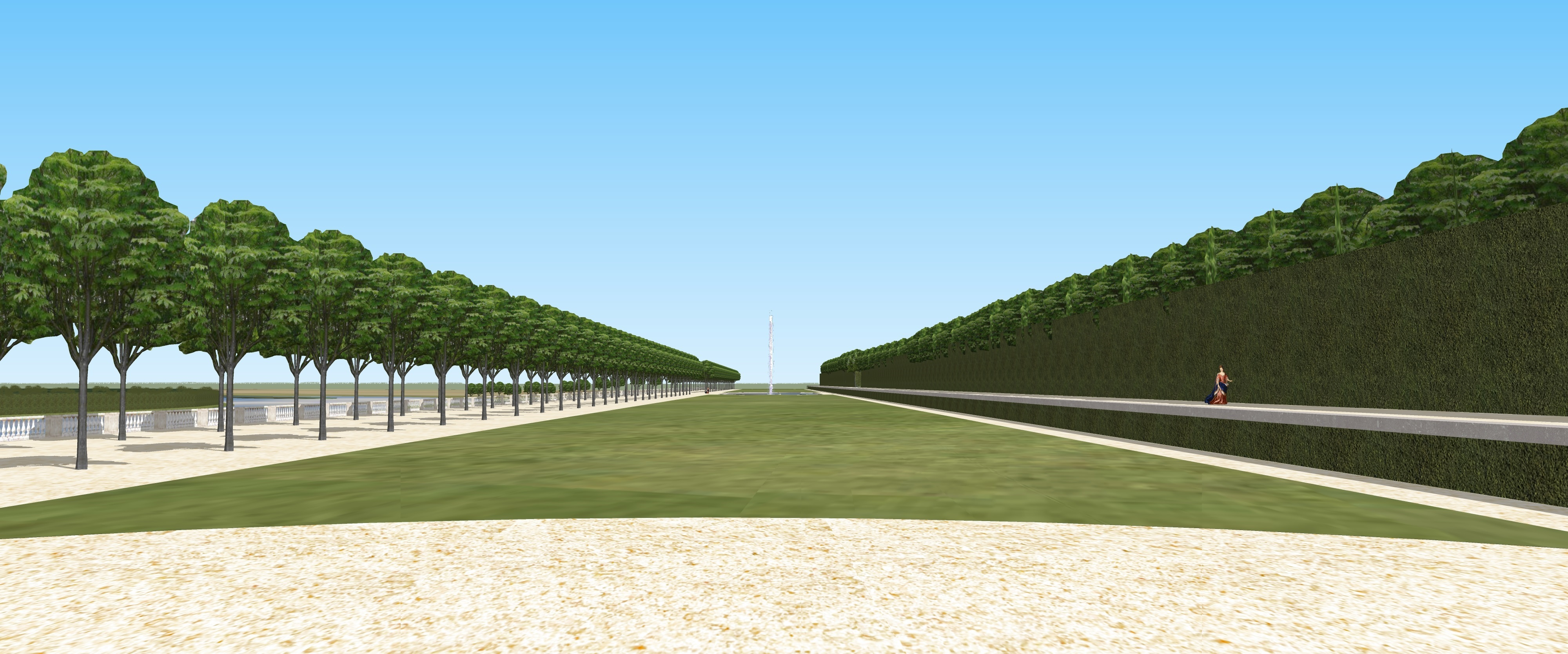
Vue 3D restituée sur la grande terrasse basse de Villeflix, XVIIIe siècle.
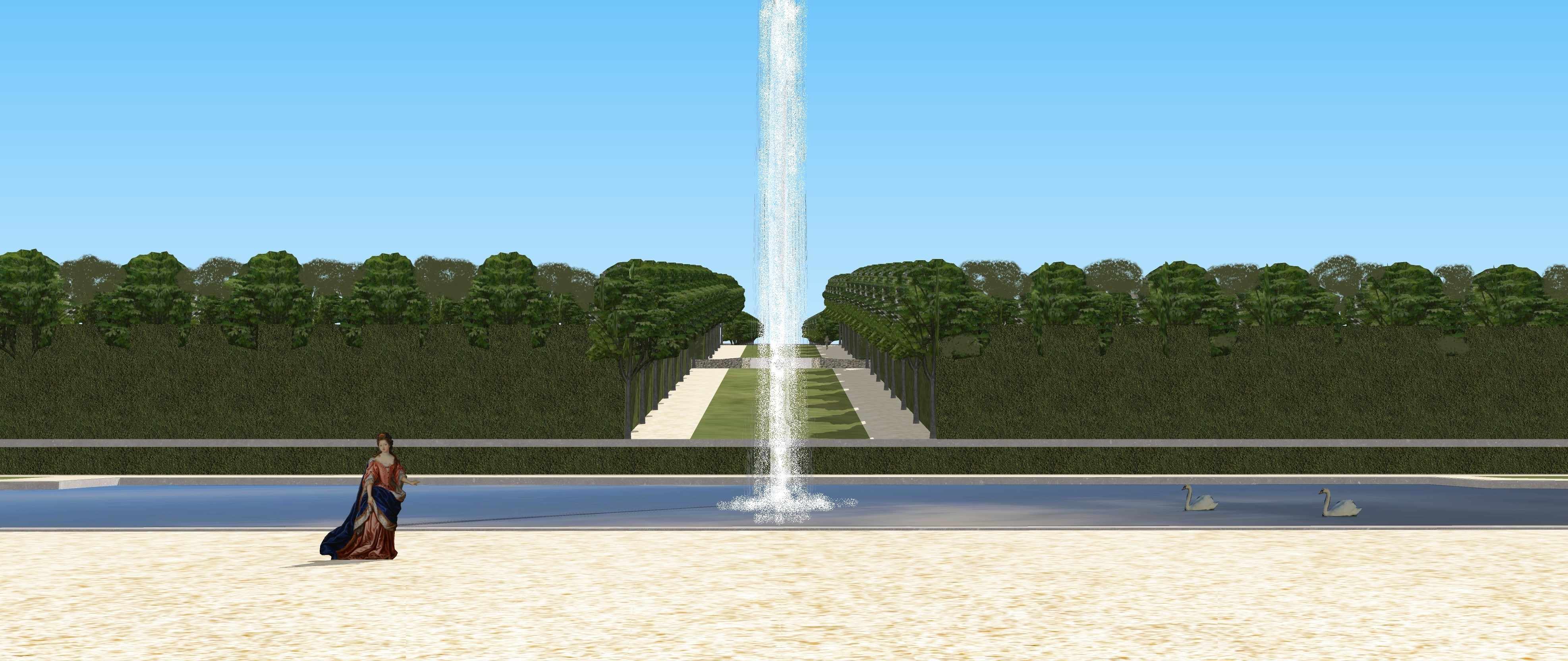
Vue de la perspective de Villeflix depuis la terrasse basse, avec l'allée qui descend de la terrasse du château à la Marne.
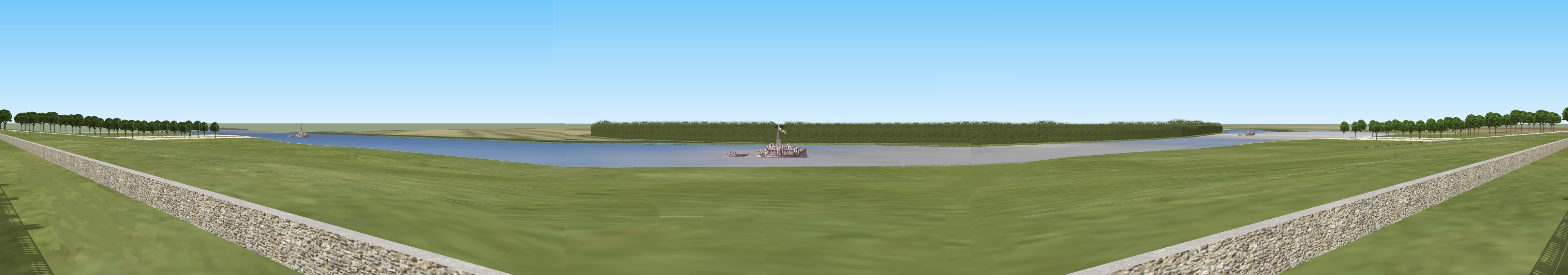
Schéma de la vue panoramique sur la Marne depuis la terrasse du château de Villeflix, XVIIIe.

### Époque contemporaine
Après la Révolution française le domaine est à nouveau mis en vente.

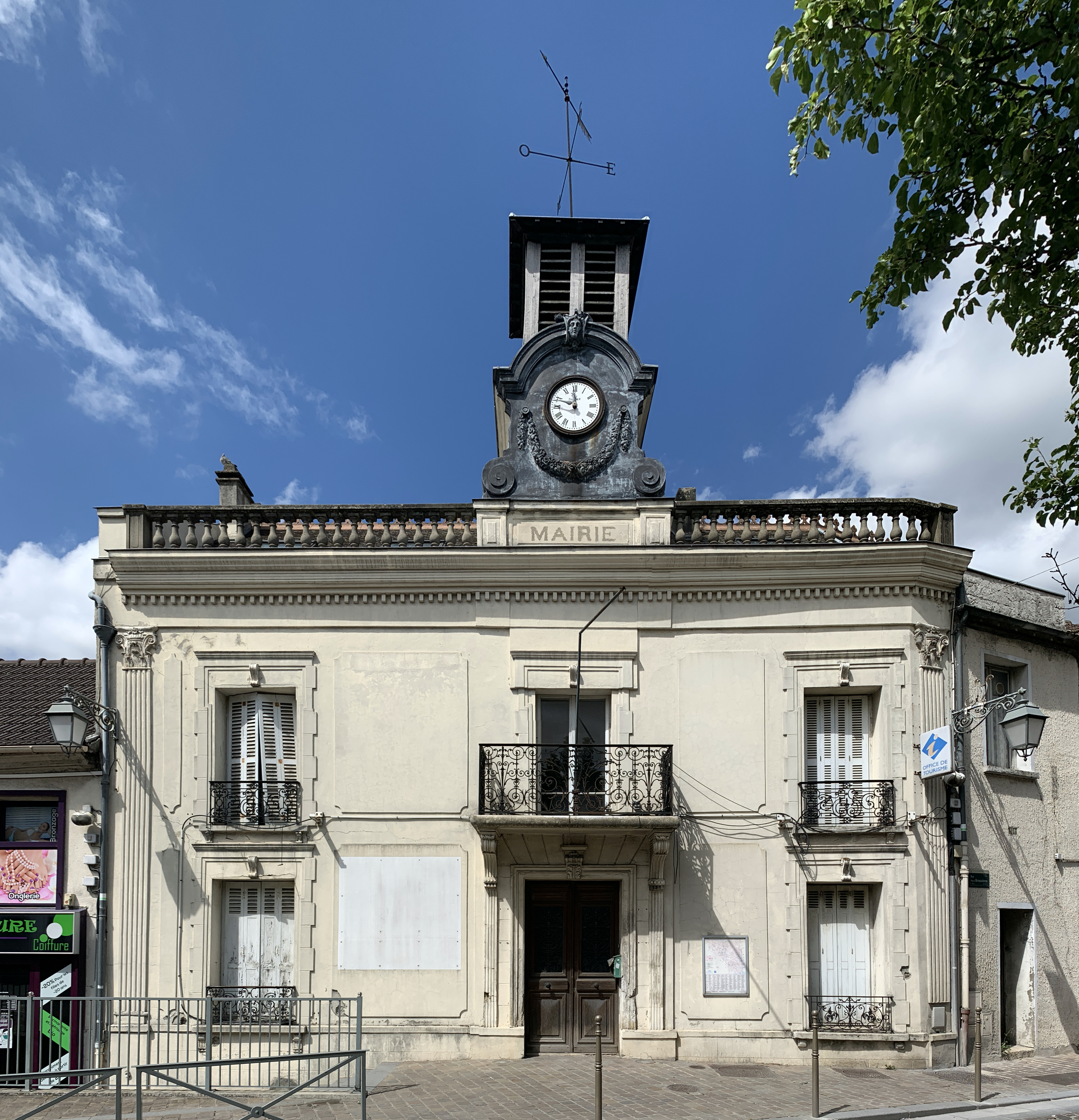
L'ancienne mairie.

Au XIXe siècle la culture de la vigne domine dans la région puis, concurrencée par les vins du Midi amenés par les chemins de fer et décimée par le phylloxéra, elle disparait et est remplacée par la culture maraîchère.
La première mairie est inaugurée en 1841, puis une école maternelle vers 1860.
Durant l'invasion prussienne de la guerre franco-allemande de 1870, la population noiséenne se réfugie dans la capitale.
Pour éviter le renouvellement de tels évênements et protéger Paris contre l'invasion, le fort de Villiers, une fortification conçue selon le système Séré de Rivières, est édifié vers 1878.

Noisy-le-Grand au tout début du XXe siècle
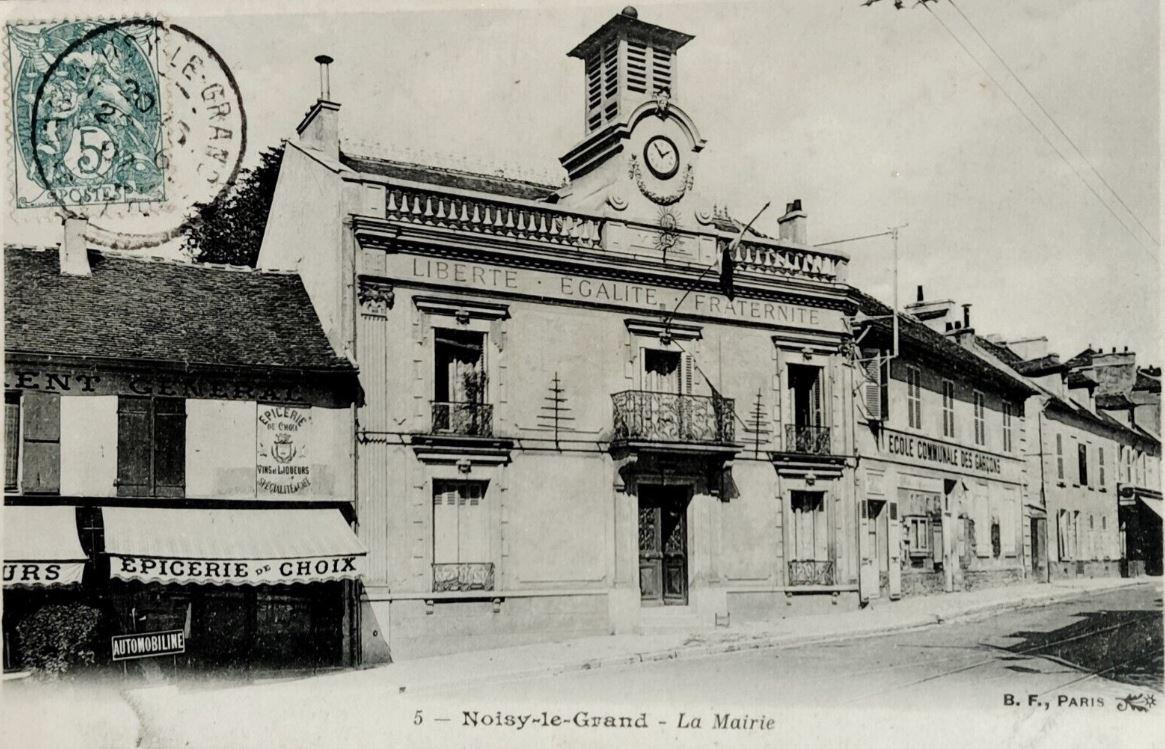
La mairie.
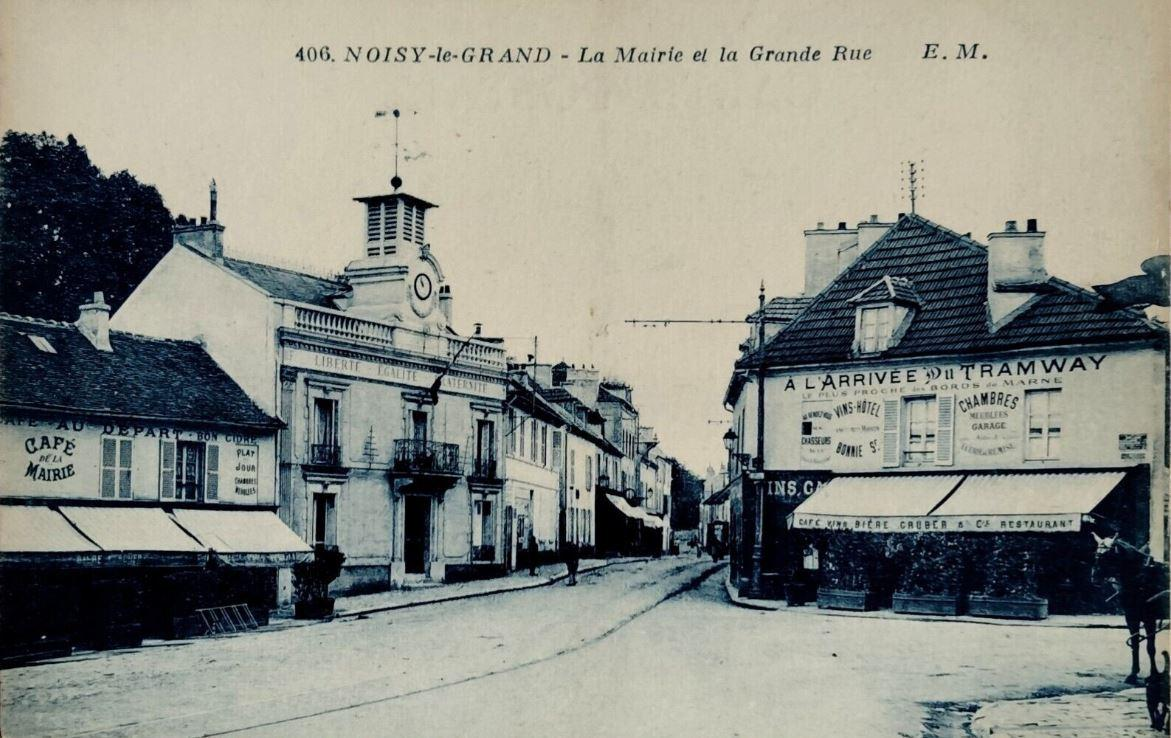
La mairie, la Grande rue et le café « Á l'arrivée du tramway ».
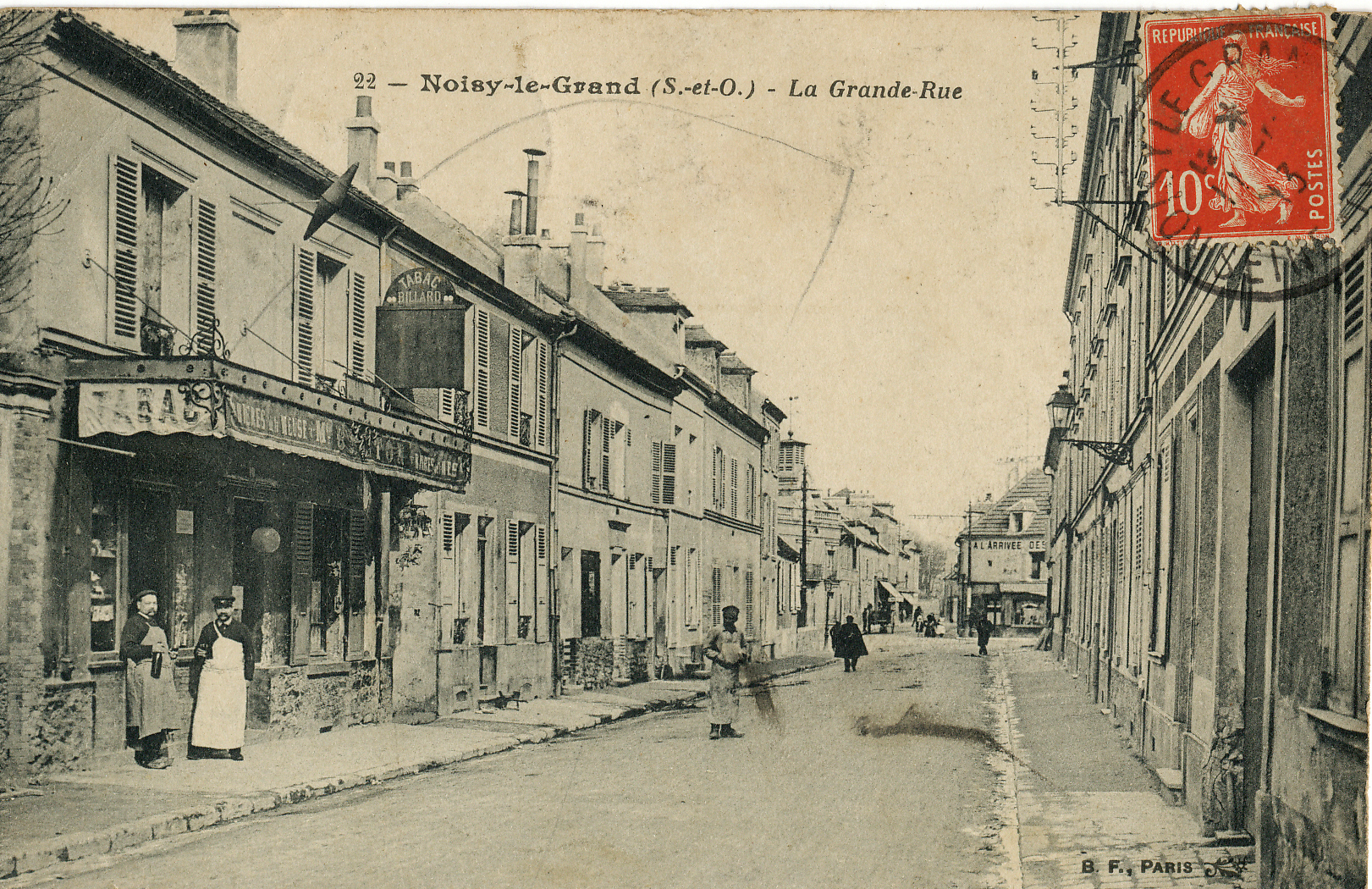
La Grande rue.
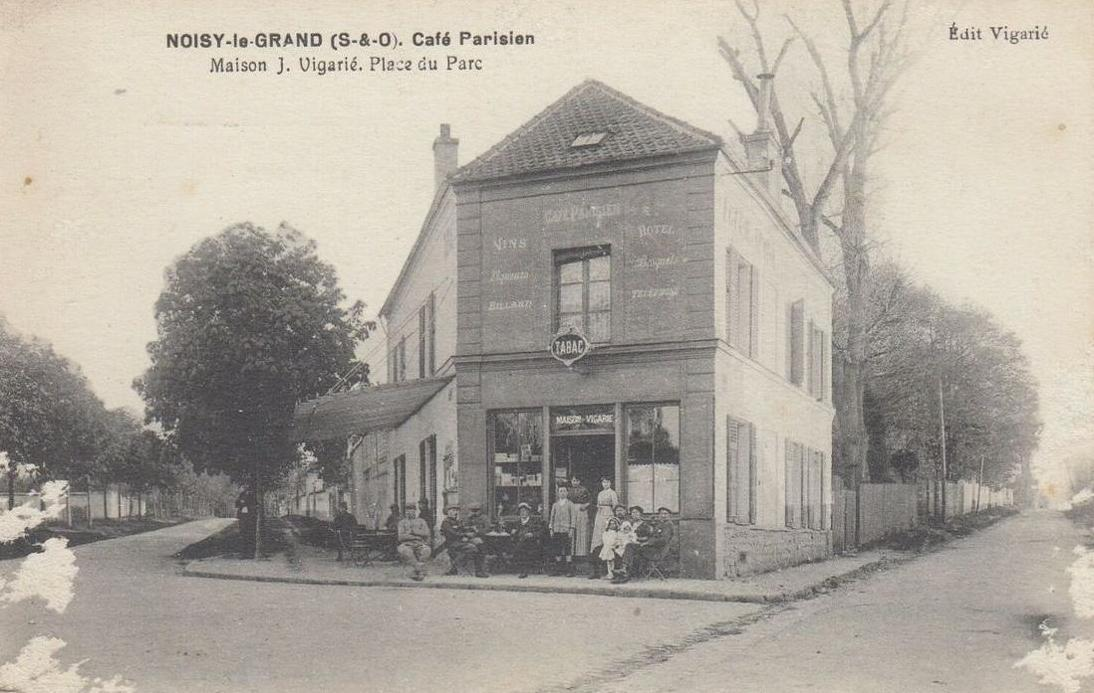
La place du parc et le café Vigarié.
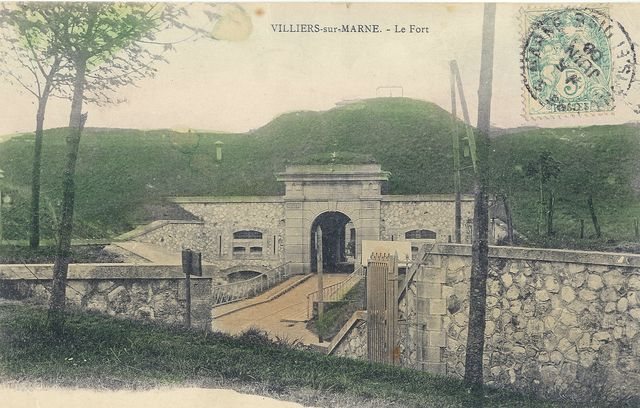
L'entrée du Fort de Villiers.
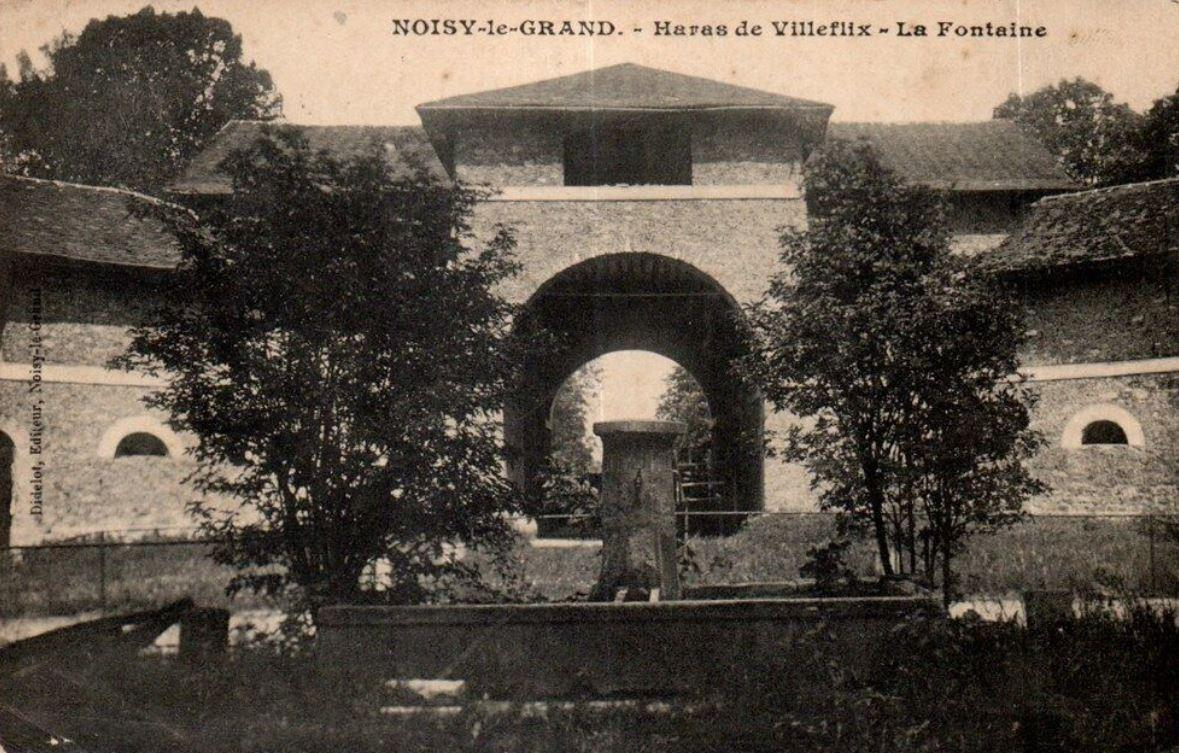
La fontaine à l'entrée du haras de Villeflix.

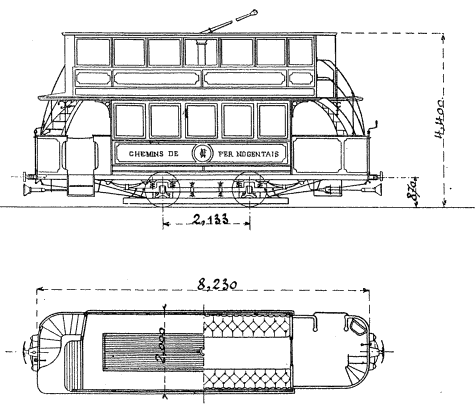
Diagrame d'un tramway à impériale des CFN.

Jusqu'au début du XXe siècle, Noisy-le-Grand demeure est un village rural. L'arrivée de la ligne 8 du tramway des Chemins de fer nogentais (CFN)  en 1901 reliant Porte de Vincennes à Noisy-le-Grand, transforme la localité en facilitant le transport des ouvriers travaillant à Paris et les villégiatures de Parisiens profitant de cette nouveauté pour venir se promener à la campagne le dimanche. L'arrivée du tramway permet donc à Noisy de passer de village campagnard à petite ville touristique avec ses guinguettes en bord de Marne, et ses rendez-vous de chasse.
La ligne de tramway, comme l'ensemble de l'ancien réseau de tramway parisien, est supprimée dans les années 1930 et remplacée par la STCRP, successeure des CFN depuis les années 1920, en ligne d'autobus.
Dans les années 1930, de nombreux lotissements sont aménagés, transformant le village en ville de banlieue, la population passant de 2 600 au début des années 1920 à 6 800 habitants en 1946.
Entre les deux guerres mondiales arrivent des familles parisiennes, des provinciaux et des immigrés italiens.
Dans les années 1950 et 1960, la ville renferme sur son territoire l'un des plus importants bidonvilles d'Île-de-France, avec ceux de Nanterre, Aubervilliers et Saint-Denis notamment. C'est dans ce bidonville que sera fondé, en 1957, le mouvement ATD Quart-Monde.
À partir des années 1960, l’urbanisation rapide dans certains pays incite les autorités à planifier le développement des plus grandes agglomérations par la création de villes nouvelles à leur périphérie, pour limiter la centralisation des plus grandes villes et essayer d’en faire des agglomérations multipolaires. En 1965, cinq villes nouvelles sont créées en Île-de-France pour désengorger la capitale. Le périmètre de Marne-la-Vallée voit le jour ainsi que les structures de la ZAC du Mont d'Est et du quartier du Pavé Neuf.
Jusqu’à la loi du 10 juillet 1964, la commune fait partie du département de Seine-et-Oise. Le redécoupage des anciens départements de la Seine et de Seine-et-Oise fait que la commune appartient désormais à la Seine-Saint-Denis après un transfert administratif effectif le 1er janvier 1968.
Durant les années 1980, la commune connait une très forte arrivée de populations d'Afrique subsaharienne, principalement du Sénégal, du Mali et de Côte d'Ivoire, de même que de familles en provenance du Maghreb (Maroc et Algérie) et du Portugal. La ville comporte également une importante communauté antillaise, de Guadeloupe, de Martinique et d'Haïti, ainsi que 5000 ressortissants asiatiques (de Chine, du Viêt Nam, du Laos et du Cambodge) arrivés dans les années 1970.

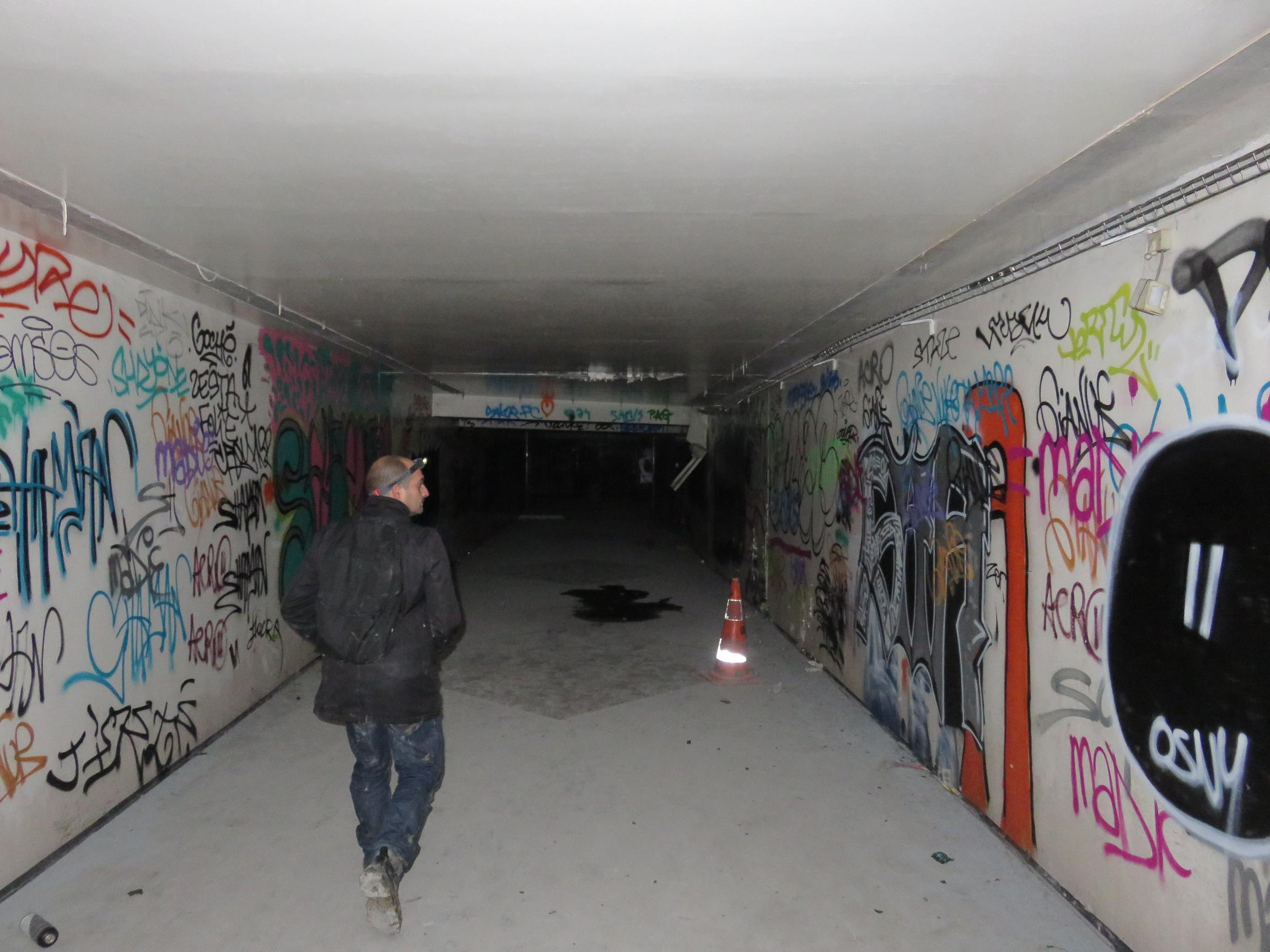
Couloir d'accès au SK en 2017.

Noisy-le-Grand abritait une ligne de métro fantôme de système SK, construite par la RATP dans les années 1990, entièrement réalisée mais jamais ouverte car la zone de bureaux qu'elle devait relier à la gare du Mont d'Est n'a pas été construite.
Depuis le 8 Avril[Quand ?], un projet a été lancé par la mairie pour rénover la station SK . Dans le nouvel espace, sera construit des bars, des cafés, des restaurants et d'autres installations comme des espaces pour accueillir une large programmation culturelle. La station sera rebaptisée : "Station K".[réf. nécessaire]
Le 5 novembre 2005, lors des émeutes en banlieue, en marge des nombreux incidents ayant eu lieu dans le reste du pays et de la commune, le gymnase de la Butte-verte a été incendié alors que celui-ci venait juste d'être rénové après l'autre incendie de 1995, ainsi qu'un grand nombre de voitures.
La maire de la ville, Brigitte Marsigny, est placée en garde à vue et son domicile est perquisitionné en septembre 2023 dans le cadre d'une enquête judiciaire pour blanchiment d'argent et prise illégale d'intérêts.

## Politique et administration

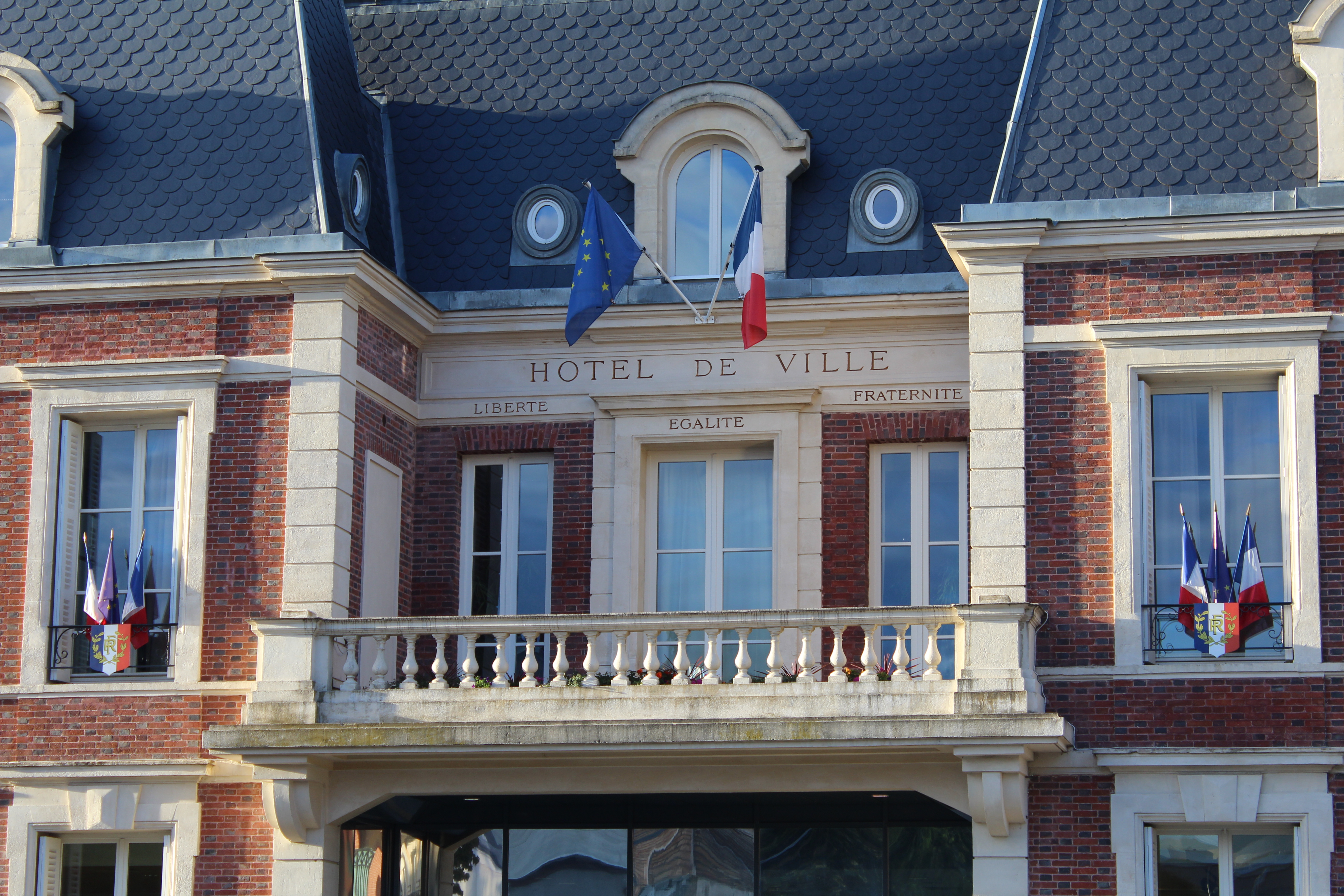
Hôtel de ville de Noisy-le-Grand.

### Rattachements administratifs et électoraux

#### Rattachements administratifs
Antérieurement à la loi du 10 juillet 1964, la commune faisait partie du département de Seine-et-Oise. La réorganisation de la région parisienne en 1964 fit que la commune appartient désormais au département de la Seine-Saint-Denis et à son arrondissement du Raincy après un transfert administratif effectif au 1er janvier 1968.
Elle faisait partie de 1801 à 1882 du canton du Raincy, puis, à compter de cette date, du canton du Raincy de Seine-et-Oise. Lors de la mise en place de la Seine-Saint-Denis, elle devient en 1967 le chef-lieu du canton de Noisy-le-Grand. Dans le cadre du redécoupage cantonal de 2014 en France, cette circonscription administrative territoriale a disparu, et le canton n'est plus qu'une circonscription électorale.

#### Rattachements électoraux
Pour les élections départementales, la commune est  depuis 2014  le bureau centralisateur du canton de Noisy-le-Grand.
Pour l'élection des députés, elle fait partie de la troisième circonscription de la Seine-Saint-Denis.

### Intercommunalité

EPT Grand Paris Grand Est.

La commune avait adhéré à l'association des collectivités territoriales de l'Est parisien (ACTEP), mais s'en est retirée en 2009.
Dans le cadre de la mise en œuvre de la volonté gouvernementale de favoriser le développement du centre de l'agglomération parisienne comme pôle mondial est créée, le 1er janvier 2016, la métropole du Grand Paris (MGP), dont la commune est membre, à laquelle la commune, qui n'était membre d'aucune intercommunalité, a été intégrée.
Dans le cadre de la mise en place de la métropole du Grand Paris, la loi portant nouvelle organisation territoriale de la République du 7 août 2015 (loi NOTRe) prévoit la création d'établissements publics territoriaux (EPT), qui regroupent l'ensemble des communes de la métropole à l'exception de Paris, et assurent des fonctions de proximité en matière de politique de la ville, d'équipements culturels, socioculturels, socio-éducatifs et sportifs, d'eau et assainissement, de gestion des déchets ménagers et d'action sociale.
La commune a donc également été intégrée le 1er janvier 2016 à l'établissement public territorial Grand Paris - Grand Est.

### Tendances politiques et résultats
Élections présidentielles
- Au second tour de l'élection présidentielle de 2012 : 58,47 % pour François Hollande (PS), 41,53 % pour Nicolas Sarkozy (UMP), 79,90 % de participation[46].
- Au premier tour de l'élection présidentielle de 2017, les quatre premiers candidats retenus par les électeurs de la commune sont Emmanuel Macron (29,17 % des sufrages exprimés), Jean-Luc Mélenchon (25,91 %), François Fillon (15,99 %) et Marine Le Pen (12,93 %). 
Au second tour, le candidat élu Emmanuel Macron recueille 19 274 voix (78,92 %) et Marine Le Pen 5 149 voix (21,08 %), lors d'un scrutin où 26,85 % des électeurs se sont abstenus[47].

- Au premier tour de l'élection présidentielle de 2022, les quatre premiers candidats retenus par les électeurs de la commune sont Jean-Luc Mélenchon (36,00 % des suffrages exprimés), Emmanuel Macron (28,81 %), Marine Le Pen (12,62 % et Éric Zemmour (5,32 %). 
Au second tour, le candidat élu Emmanuel Macron recueille 17 608 voix (72,78 %) et Marine Le Pen 6 584 voix (27,22 %), lors d'un scrutin où 30,95 % des électeurs se sont abstenus[48].

Élections législatives
Résultats des deuxièmes tours :
- Élections législatives de 2012 : 61,07 % pour Michel Pajon (PS), 38,93 % pour Bruno Beschizza (UMP), 51,61 % de participation[49].
- Élections législatives de 2017 : 57,23 % pour Patrice Anato (LREM), 42,77 % pour Dominique Delaunay (LFI), 37,56 % de participation[50].

Élections européennes
Résultats des deux meilleurs scores :
- Élections européennes de 2014 : 20,03 % pour Aymeric Chauprade (FN), 18,04 % pour Alain Lamassoure (UMP), 35,53 % de participation[51].
- Élections européennes de 2019 : 25,03 % pour Nathalie Loiseau (LREM), 15,72 % pour Marine Le Pen (RN), 44,64 % de participation[52].

Élections régionales
Résultats des deux meilleurs scores :
- Élections régionales de 2015 : 46,51 % pour Claude Bartolone (PS), 40,85 % pour Valérie Pécresse (LR), 50,96 % de participation[53].

Élections cantonales puis départementales
Résultats des deuxièmes tours :
- Élections départementales de 2015 : 53,72 % pour Emmanuel constant et Frédérique Denis (DVG), 46,28 % pour Eric Allemon et Brigitte Marsigny (DVD), 38,41 % de participation[54].

Élections municipales
Lors du second tour des élections municipales de 2014 dans la Seine-Saint-Denis, la liste PS-EELV menée par le maire sortant Michel Pajon a obtenu 8 068 voix (42,90 %, 36 conseillers municipaux), devançant les listes menées respectivement par :

- Brigitte Marsigny — qui bénéficiait de la fusion avec la liste du premier tour UDI menée par Marylise Martins  — 7 061 voix (37,54 %, 9 conseillers municipaux élus) ;

- Maxence Buttey (FN, 2 018 voix, 10,73 %, 2 conseillers municipaux élus) ;

- Patricia Bétuel (FG, 1 659 voix, 8,82 %, 2 conseillers municipaux élus) ;

lors d'un scrutin où 46,27 % des électeurs se sont abstenus.
Après l'annulation de ces élections, des élections municipales partielles ont lieu en septembre 2016, qui voient au second tour le succès de la liste menée par Brigitte Marsigny (DVD, 7 231 voix, 46,40 %), devançant de 33 voix celle du maire invalidé pour Michel Pajon (DVG, 7 198 voix 46,19 %), suivie par la liste front de gauche Sylvie Monnin (1 156 voix, 7,42 %) lors d'un scrutin où 55,6% des électeurs se sont abstenus,. Cette élection, contestée par le perdant, ont été validées par le Conseil d'État en juillet 2016
Lors du second tour des élections municipales de 2020 dans la Seine-Saint-Denis, la liste LR - UDI - SL - Agir - AC me3 118 voix, menée par la maire sortante Brigitte Marsigny obtient la majorité des suffrages exprimés, avec 5 444 voix (42,89 %, 35 conseillers municipaux élus dont 1 métropolitain), devançant largement les listes menées respectivement par, :

- Emmanuel Constant (PS - EÉLV - PCF - G·s - GDS - PRG - Cap21, 4 128 voix, 35,52 %, 8 conseillers municipaux élus) ;

- Vincent Monnier (MoDem - LREM - GÉ - NC - MEI, 3 118 voix, 24,57 %, 6 conseillers municipaux élus) ;

lors d'un scrutin marqué par la pandémie de Covid-19 en France où 65,69 % des électeurs se sont abstenus.
Ces résultats ont été contestés par Maxence Buttey, un ancien élu municipal frontiste, et par Vincent Monnier, qui alléguaient de nombreuses irrégularités. Le Tribunal administratif de Montreuil a rejeté en février 2021 ces griefs, jugeant, pour ceux qui étaient établis, qu'ils n'avaient pas porté atteinte à la sincérité du scrutin. Ce jugement est confirmé par le Conseil d'État.en novembre 2021. L'élection municipale de 2020 est donc définitivement confirmée,

### Liste des maires
| Période                                  | Période                        | Identité                     | Étiquette       | Qualité |
| ---------------------------------------- | ------------------------------ | ---------------------------- | --------------- | --- |
| Les données manquantes sont à compléter. |                                |                              |                 | |
|                                          |                                |                              |                 | |
| 1887                                     | 1892                           | Théophile Poilpot            | Républicain     | artiste peintre |
| 1893                                     | 1895                           | Éloi François Girod          |                 | |
| 1895                                     | 1900                           | Philibert Villemain          |                 | |
| 1900                                     | 1912                           | François Marie Souchet       |                 | |
| 1912                                     | 1919                           | Emile Eugène Grodet          |                 | |
| 1919                                     | 1920                           | Michel Videcoq               |                 | |
| 1920                                     | 1925                           | Jules Lucien Bourdois        |                 | |
| 1925                                     | 1932                           | Léon Bernard                 |                 | |
| 1932                                     | 1936                           | Léon Henri Lefevre           |                 | |
| 1936                                     | 1938                           | Louis Charles Vaillant       |                 | |
| 1938                                     | 1941                           | Auguste Adrien Lapersonne    |                 | |
| 1941                                     | 1944                           | Henri Pierre Leroy           |                 | |
| 1944                                     | mai 1945                       | Alfred Marcel Frémeaux       | MLN             | |
| mai 1945                                 | septembre 1957                 | Paul Serelle (1881-1957)     | PCF             | Employé de bureau Décédé en fonction |
| octobre 1957                             | juillet 1962                   | André Ory                    | PCF             | Adjoint aux affaires sociales Démissionnaire |
| juillet 1962                             | mars 1965                      | Jean Besserer                | PCF             | |
| mars 1965                                | mars 1977                      | Marius Serelle (1905-1977)   | DVD             | Surveillant puis surveillant général à la Compagnie générale des eaux. Conseiller général de Noisy-le-Grand (1967 → 1977). |
| mars 1977,                               | mars 1984                      | Marie-Thérèse Goutmann       | PCF             | Institutrice Sénatrice de la Seine-Saint-Denis (1968 → 1978) Députée de la Seine-Saint-Denis (1978 → 1981) Le conseil municipal est dissous en 1984, le Conseil d'État ayant invalidé les élections municipales de mars 1983 pour cause de fraude électorale |
| mai 1984                                 | 6 septembre 1993               | Françoise Massonnaud-Richard | RPR puis UDF-PR | Agent d'assurances Conseillère générale de Noisy-le-Grand (1985 → 1998) Démissionnaire |
| 23 septembre 1993                        | juin 1995                      | Antoine Pontone              | UDF-PR          | Adjoint à l'urbanisme (1989 → 1993) |
| juin 1995                                | 17 juin 2015,                  | Michel Pajon                 | PS              | Député de la Seine-Saint-Denis (1996 → 2017) Élection de 2014 annulée le 17 juin 2015 par le Conseil d'État |
| 25 septembre 2015                        | En cours (au 23 novembre 2021) | Brigitte Marsigny            | LR              | Avocate - Bâtonnier au Barreau de Seine-Saint-Denis (1989-1990 puis 2003-2004) Conseillère régionale d'Île-de-France (2015 →) Vice-Présidente de l'EPT Grand Paris Grand Est (2016 →)                                                                        |

## Équipements et services publics

### Enseignement
Les établissements scolaires de Noisy-le-Grand sont situés dans l'Académie de Créteil.

#### Enseignement supérieur

ESIEE - École Supérieure d'ingénieurs en électronique et électrotechnique.

- Le CNAM dispose d'un centre à Noisy-le-Grand, l'Institut francilien d'ingénierie, situé allée du Promontoire dans le quartier de Champy, dispensant différentes formations supérieures dans plusieurs domaines (économie, comptabilité, gestion, ressources humaines, informatique, anglais…) ;
- l'École nationale des finances publiques (ENFIP), située rue du Centre, assure la formation initiale des lauréats des concours et la formation continue du personnel dans les domaines de la gestion et des finances publiques ;
- l'École supérieure d'ingénieurs en électronique et électrotechnique (ESIEE), située boulevard Blaise-Pascal, dans le Campus de Marne-la-Vallée (RER Noisy-Champs), forme notamment les ingénieurs dans les secteurs de l'informatique, de l'électronique, des télécommunications et des systèmes embarqués dans toutes les branches économiques qui utilisent ces technologies ;
- l'école des Gobelins forme aux métiers de l'image notamment aux métiers des industries graphiques et se trouve dans la zone industrielle des Richardets, le siège étant à Paris ;
- l'Institut Francilien de Sciences Appliquées (IFSA) ;
- les lycées Flora-Tristan, Evariste-Galois et Cabrini préparent à certains B.T.S.

L'université la plus proche est l'université Paris-Est Gustave Eiffel, qui se trouve sur le Campus de Marne-la-Vallée, près de la Gare de Noisy - Champs.

#### Enseignement primaire et secondaire

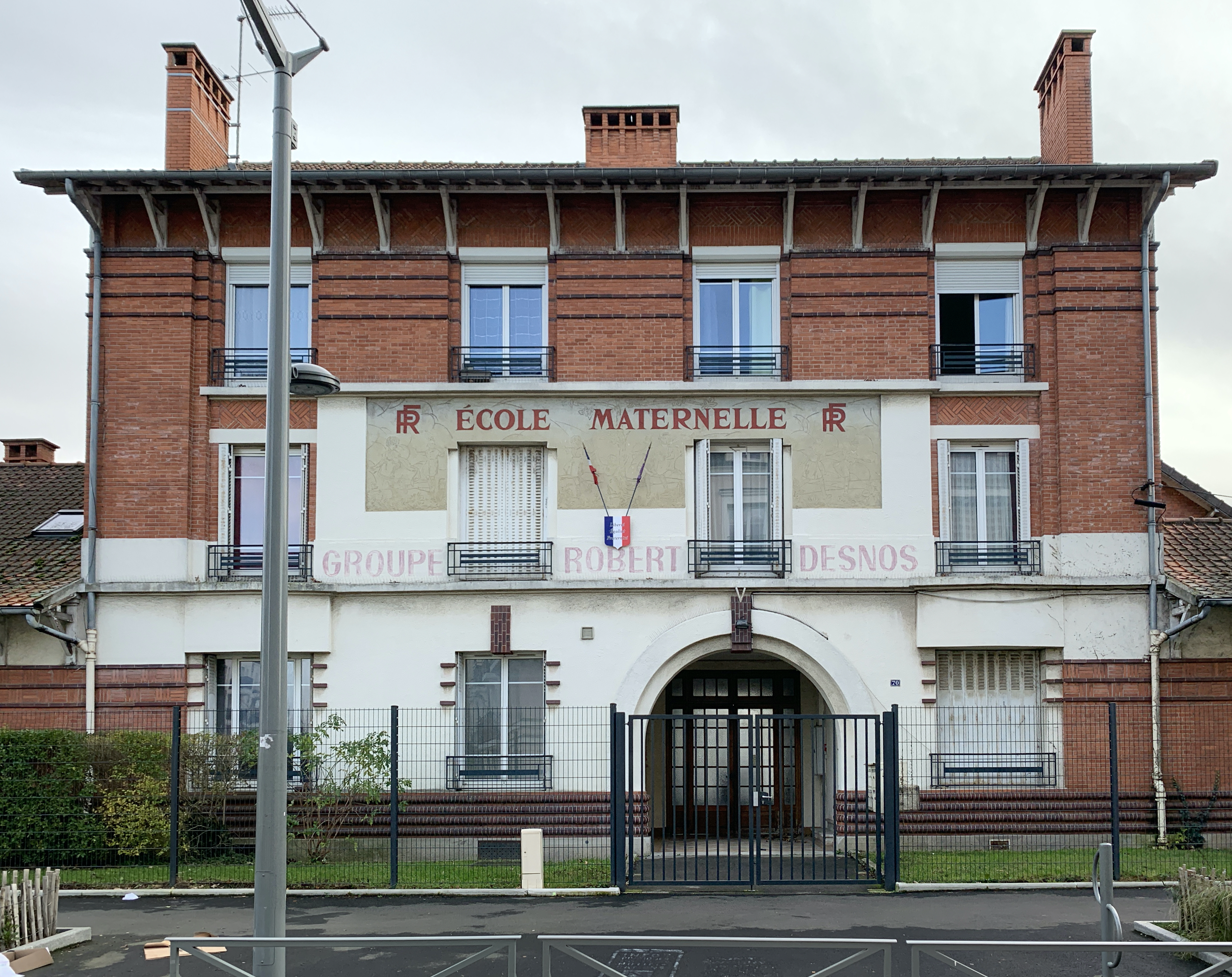
Groupe scolaire Robert Desnos.

En 2021, il y a trois lycées publics et un privé :
- lycée Évariste-Galois (en) (quartier Clos-aux-Biches) ;
- lycée Françoise-Cabrini (privé catholique, en centre-ville) ;
- lycée Flora-Tristan (quartier des Hauts-Bâtons/Champy) ;
- lycée international de l'Est parisien (quartier Mont d'Est).

Six collèges publics et un privé:
- collège du Clos-Saint-Vincent (quartier du centre-ville) ;
- collège François-Mitterrand (quartier Clos-aux-Biches) ;
- collège Françoise-Cabrini (privé catholique, en centre-ville) ;
- collège international (quartier Maille Horizon Nord) ;
- collège Jacques-Prévert (quartier de la Butte-Verte) ;
- collège Saint-Exupéry (quartier des Yvris) ;
- collège Victor-Hugo (quartier du Pavé-Neuf).

et de nombreux groupes scolaires publics constitués chacun d'une école maternelle et élémentaire : les Abeilles, Alexandre-Dumas, Célestin Freinet, les Charmilles, Clos d'Ambert, Clos de l'Arche, les Coteaux, Françoise-Cabrini (privé catholique), Gavroche, Georges-Brassens, les Hauts-Bâtons, Joliot-Curie, Jules-Ferry, Jules-Verne, les Noyers, Paul-Serelle, les Richardets, Robert-Desnos (école maternelle uniquement), Samuel-Walls, Simone-Veil, Van-Gogh, la Varenne, et les Yvris.

### Santé
- L'offre globale de médecine libérale est sensiblement inférieure[Quand ?] à la moyenne départementale et régionale. La pénurie se fait sentir chez les généralistes sans rendez-vous et chez de nombreux spécialistes à dépassement d'honoraires (exemple en 2016: seulement deux endocrinologues-diabétologues, deux hépato-gastroentérologues, un neurologue, deux ophtalmologues, deux O.R.L., trois pédiatres, deux rhumatologues, un stomatologue). Les deux hôpitaux privés voisins de Bry-sur-Marne n'arrivant pas à pallier pour de multiples raisons et du fait du manque de maisons médicales annoncées (une a été installée en 2018). La commune compte, en 2016, 37 généralistes, 61 spécialistes en comptant les chirurgiens-dentistes, 137 professionnels para-médicaux, 17 pharmacies, un centre de santé et de prévention municipal- maison médicale, trois centres départementaux de P.M.I., trois laboratoires d'analyses médicales et trois cliniques vétérinaires.
- Les hôpitaux les plus proches sont l'hôpital privé de Marne-la-Vallée à Bry-sur-Marne, l'hôpital Henri-Mondor à Créteil et le Centre hospitalier de Marne-la-Vallée à Jossigny.

### Équipements culturels et sportifs

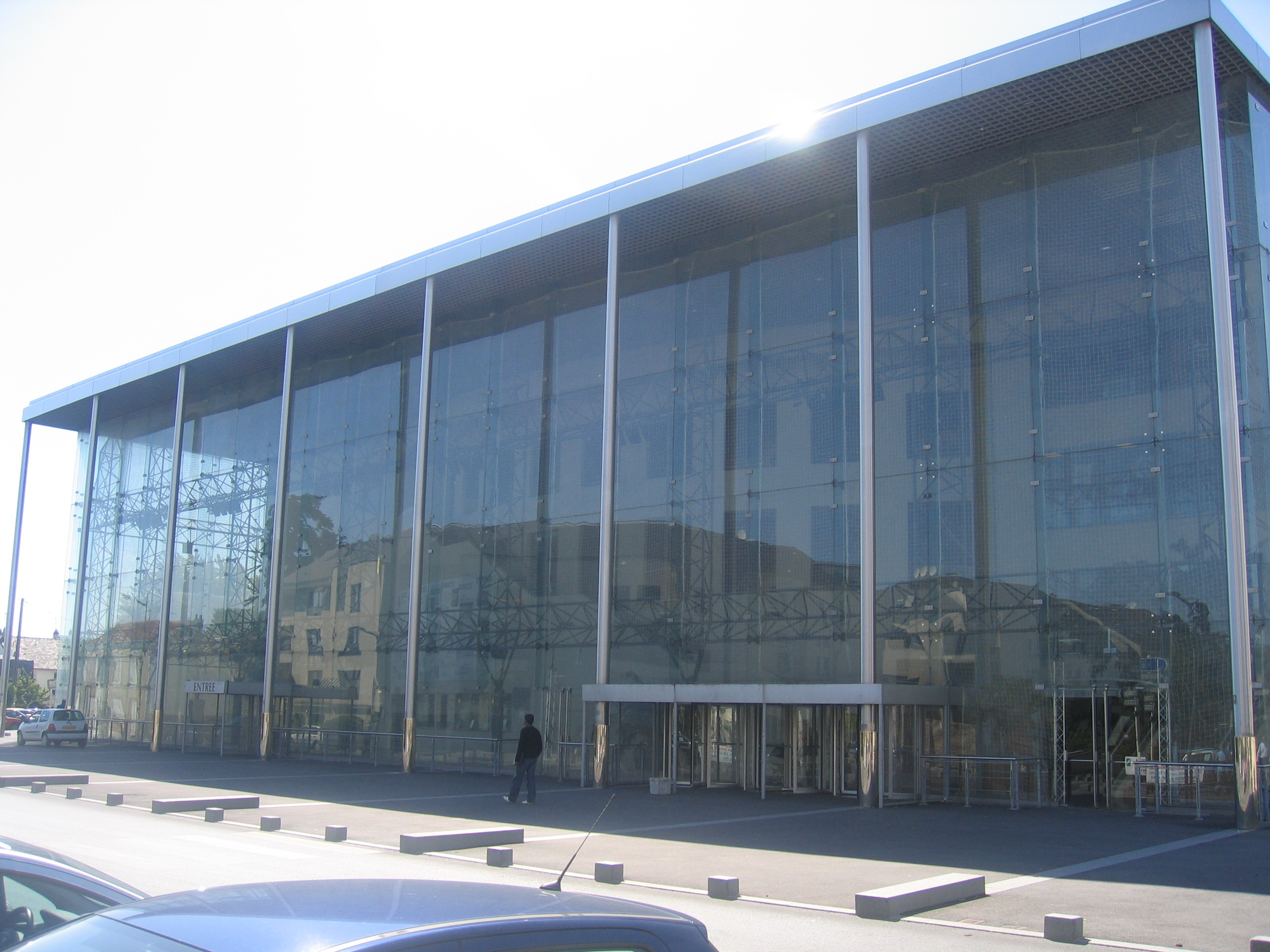
Espace Michel Simon.

- l'Espace Michel-Simon : salle de spectacle de 716 places, la médiathèque municipale Georges-Wolinski, au centre-ville, un bibliobus, trois ludothèques et deux points-lecture ;
- La Fabrique, qui accueille les Ateliers théâtre municipaux et l'@telier informatique municipal, au centre ville, près de l'Espace Michel-Simon ;
- Le Bijou, cinéma municipal d'art et d'essai, au centre- ville ;
- le cinéma multiplexe UGC Ciné Cité, dans le Centre commercial régional Arcades ;
- une école municipale des langues, dans le quartier du Pavé-Neuf ;
- l'ex-La Pergola, guinguette municipale, sur les bords de Marne, devenue restaurant ;
- le conservatoire de musique et de danse Maurice Baquet, municipal, au centre-ville ;
- la ville a mis en place des boîtes à livres ;
- un centre aquatique municipal Les Nymphéas, au centre-ville ;
- huit gymnases et trois stades municipaux ;
- un club d' Aviron (sport) : Aviron Sport et Loisir de la Marne (ASLM)
- une école municipale des sports, au centre-ville ;
- un espace sportif et associatif municipal, dans le quartier du Pavé-Neuf ;
- une dizaine de terrains de sports en libre accès, dont certains avec espace fitness ;
- six terrains de pétanque et un court de tennis municipal ;
- deux skate-park municipal, dans le quartier de la Butte-Verte et à côté de la Gare de Noisy-le-Grand-Mont d'Est
- un complexe privé multisports avec club house et un centre indoor de basket privé, dans la Z.A.des Richardets ;

### Justice, sécurité, secours et défense
- Les quartiers prioritaires et sensibles sont Champy, Hauts-Bâtons, Mont d'Est-Palacio et Pavé-Neuf[79].
- La police municipale et la police nationale assurent la sécurité publique et la prévention des actes interdits et d'incivilité. Elles sont aidées par un réseau bénévole de Voisins Vigilants et Solidaires en plein développement, et parfois par des vigiles privés, lors de manifestations culturelles et sportives. Les sauveteurs bénévoles de la Croix-Blanche et de la Croix-Rouge interviennent en cas de catastrophe naturelle, aidés par ceux des associations caritatives locales. Depuis 2015, les moyens et l'effectif de la police municipale et le développement de la vidéosurveillance ont été augmentés[C'est-à-dire ?] pour améliorer le cadre de vie des habitants avec une baisse de crimes, délits et incivilités[réf. nécessaire].
- Noisy-le-Grand possède une caserne de la Brigade de sapeurs-pompiers de Paris.

## Population et société

### Démographie

Scène de vie aux espaces Abraxas.

L'évolution du nombre d'habitants est connue à travers les recensements de la population effectués dans la commune depuis 1793. Pour les communes de plus de 10 000 habitants les recensements ont lieu chaque année à la suite d'une enquête par sondage auprès d'un échantillon d'adresses représentant 8 % de leurs logements, contrairement aux autres communes qui ont un recensement réel tous les cinq ans,.

En 2022, la commune comptait 71 632 habitants, en évolution de +7,46 % par rapport à 2016 (Seine-Saint-Denis : +4,67 %, France hors Mayotte : +2,11 %).
| 1793 | 1800  | 1806  | 1821  | 1831  | 1836  | 1841  | 1846  | 1851  |
| ---- | ----- | ----- | ----- | ----- | ----- | ----- | ----- | ----- |
| 986  | 1 074 | 1 052 | 1 124 | 1 171 | 1 169 | 1 079 | 1 116 | 1 132 |

| 1856  | 1861  | 1866  | 1872  | 1876  | 1881  | 1886  | 1891  | 1896  |
| ----- | ----- | ----- | ----- | ----- | ----- | ----- | ----- | ----- |
| 1 063 | 1 258 | 1 341 | 1 248 | 1 334 | 1 394 | 1 875 | 1 799 | 1 771 |

| 1901  | 1906  | 1911  | 1921  | 1926  | 1931  | 1936  | 1946  | 1954   |
| ----- | ----- | ----- | ----- | ----- | ----- | ----- | ----- | ------ |
| 1 797 | 2 112 | 2 211 | 2 584 | 4 425 | 6 407 | 7 050 | 6 808 | 10 398 |

| 1962   | 1968   | 1975   | 1982   | 1990   | 1999   | 2006   | 2011   | 2016   |
| ------ | ------ | ------ | ------ | ------ | ------ | ------ | ------ | ------ |
| 16 813 | 25 440 | 26 662 | 40 585 | 54 032 | 58 217 | 61 341 | 62 970 | 66 659 |

| 2021   | 2022   | - | - | - | - | - | - | - |
| ------ | ------ | - | - | - | - | - | - | - |
| 70 374 | 71 632 | - | - | - | - | - | - | - |

### Manifestations culturelles et festivités
Les lieux et manifestations festives, touristiques et culturelles principaux sont très nombreux à Noisy-le-Grand, notamment le Marché de Noël", avec marché artisanal, le plus authentique[C'est-à-dire ?] et le plus grand de l'Île-de-France, les nombreuses animations quotidiennes au sein de l'Espace Michel-Simon, le Carnaval de Noisy, la fête du bois Saint-Martin, les foulées de Noisy, la fête de la musique, etc.

### Cultes
Différents cultes sont présents à Noisy-le-Grand :

#### Culte catholique

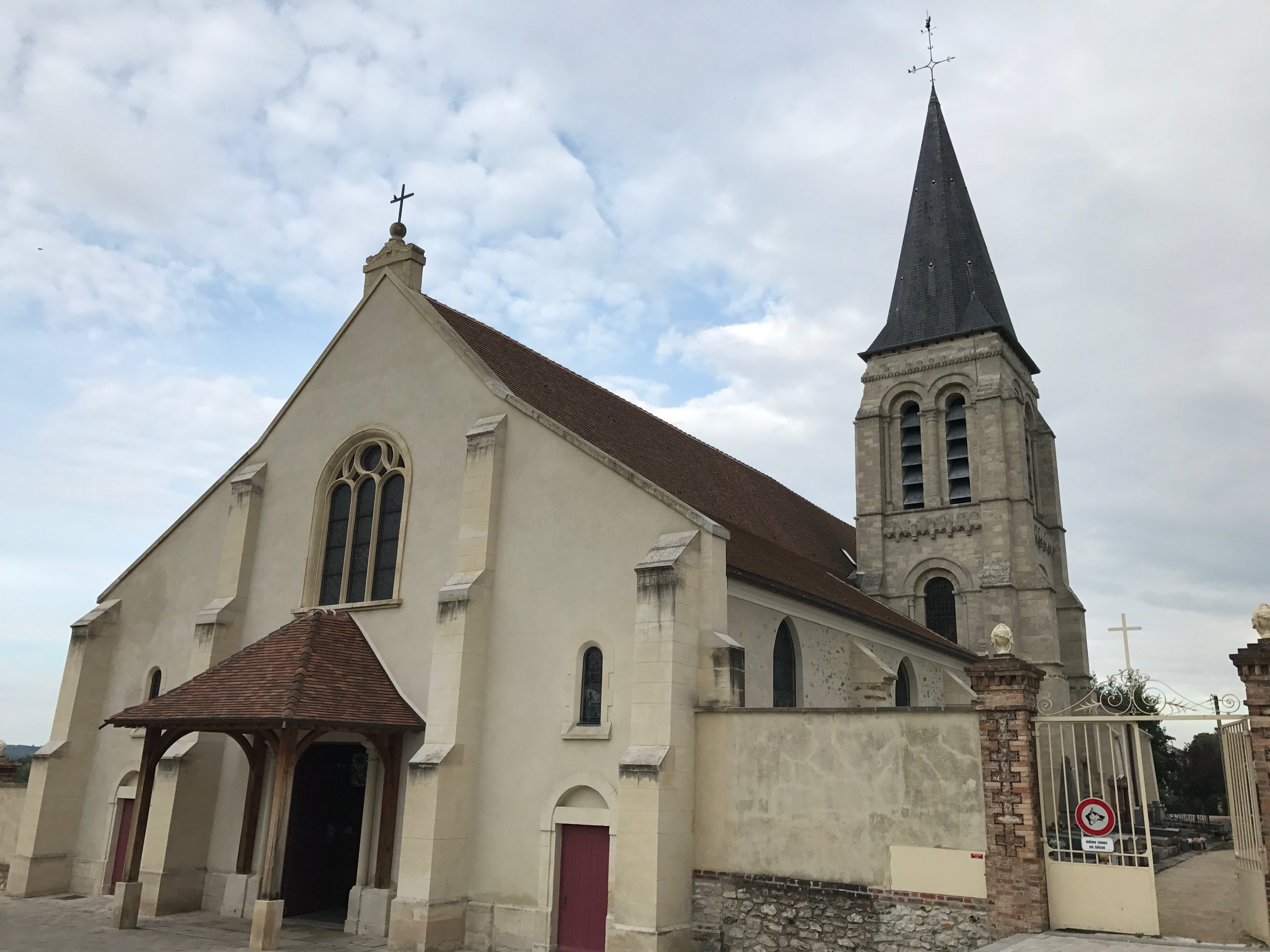
Église Saint-Sulpice.

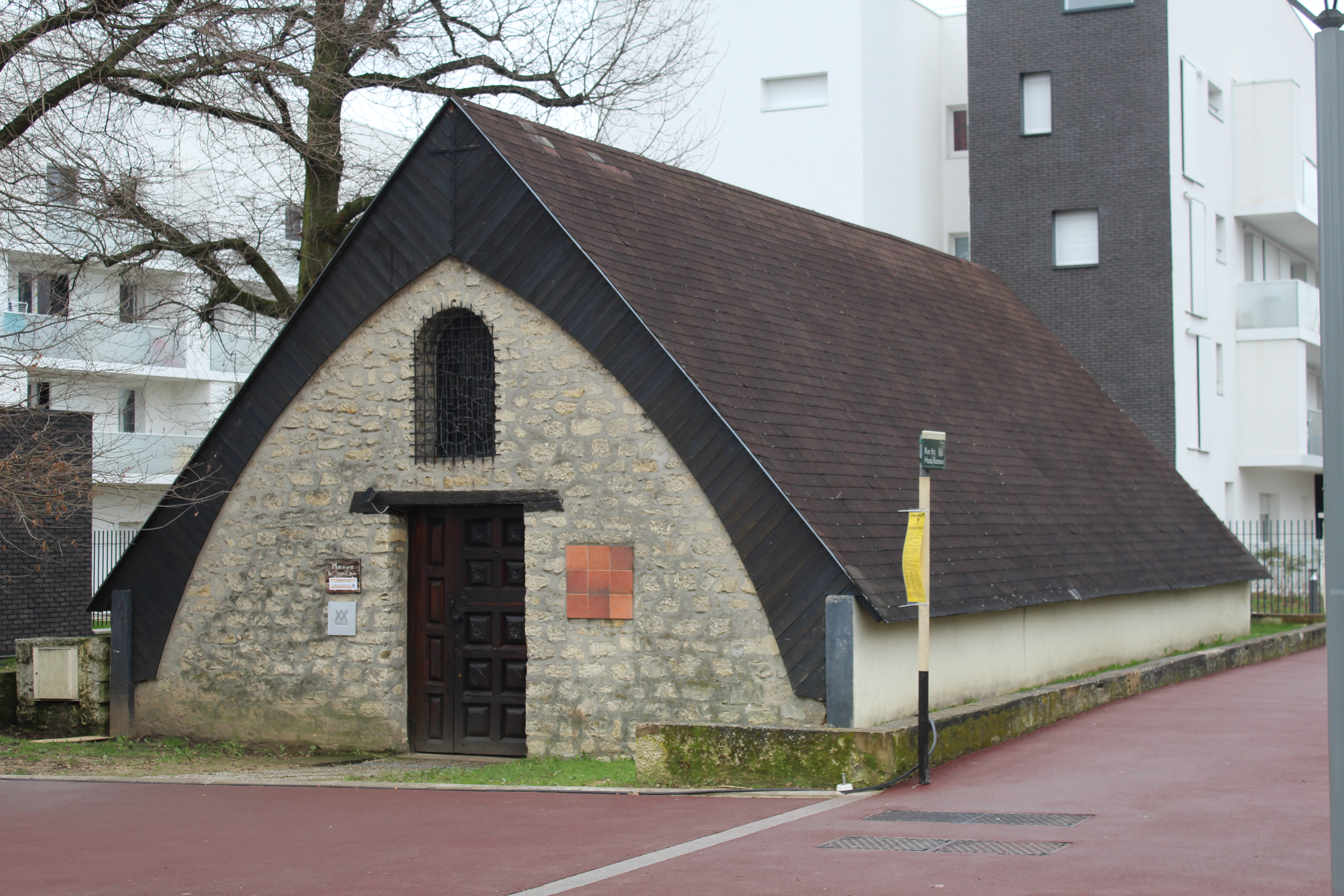
Chapelle Notre-Dame des Sans-Logis et de Tout le Monde.

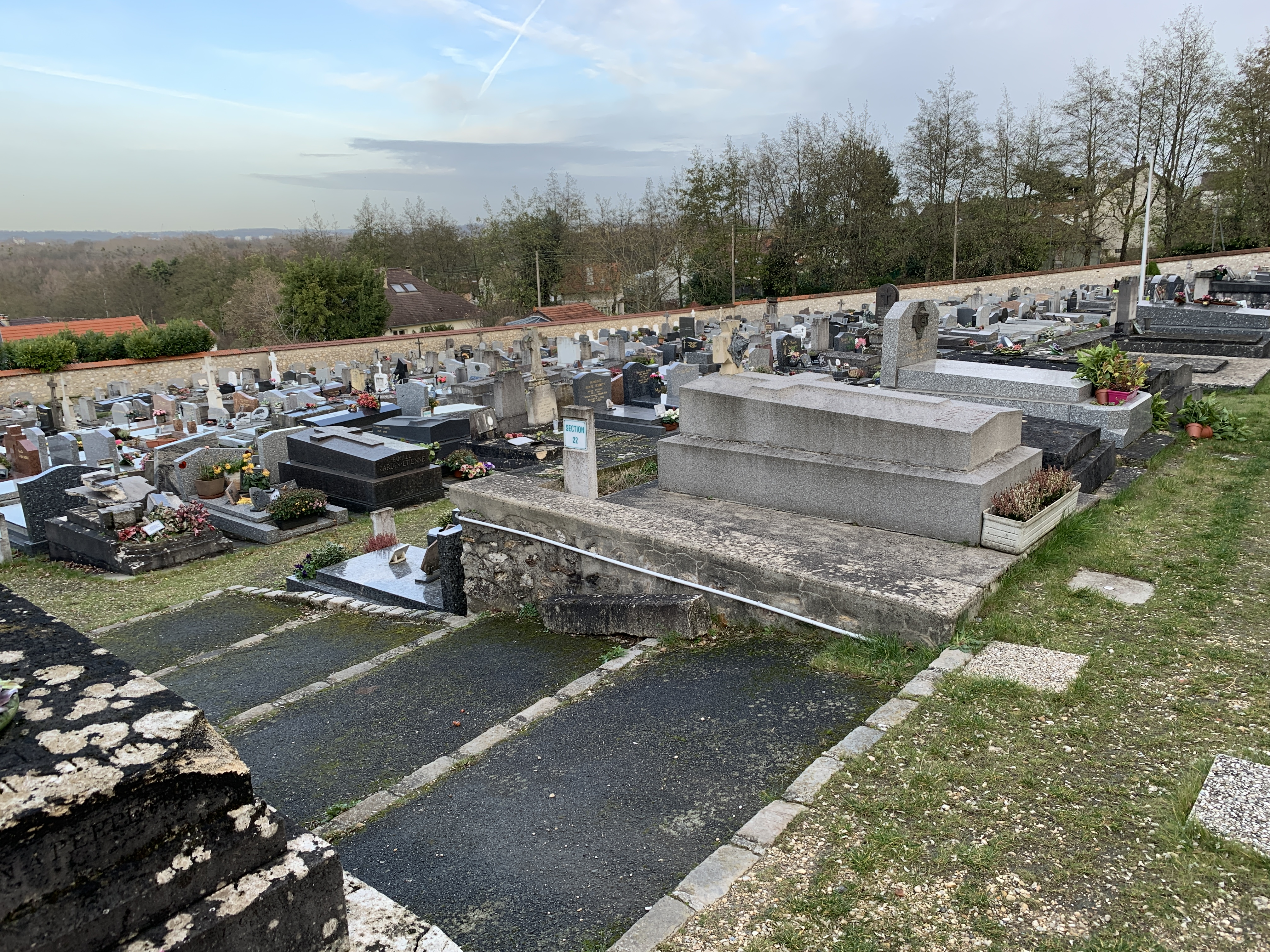
Ancien cimetière Saint-Sulpice.

La paroisse catholique de Noisy-le-Grand est située dans le diocèse de Saint-Denis, elle compte six églises et chapelles, un centre et un secrétariat paroissial. Elle fait partie du secteur Noisy-le-Grand-Gournay-sur-Marne.
Les églises et chapelles catholiques de la paroisse sont :
- Saint-Sulpice (quartiers du centre-ville et des bords de Marne, rénovée en 2013 avec la cloche principale Marie Pascale, fondue lors du marché de Noël en 2012), classée ;
- Sainte-Thérèse-des-Richardets (quartiers des Richardets, des Yvris, Paul-Serelle et Montfort) ;
- Notre-Dame-de-Lourdes (quartiers de la Pointe de Gournay, des Coteaux, du Marnois, de la Grenouillère et des Cormiers) ;
- Saint-Martin-du-Champy (quartiers du Champy, des Hauts-Bâtons et de la Butte-Verte) ;
- Saint-Paul-des-Nations (quartiers du Pavé-Neuf et de Mont-d'Est) ;
- chapelle Emmaüs, chapelle fondée par le Père Joseph Wresinski, fondateur d'ATD-Quart Monde[82], baptisée depuis peu Notre-Dame-des-sans-Logis-et-de-tout-le-Monde, classée (quartiers des Hauts-Bâtons et des Cormiers).

Par ailleurs, l'église Saint-Martin-des-Gaules, lieu de culte catholique traditionaliste tridentin, hors paroisse, est située rue Jules Ferry.

#### Culte juif
- Synagogue CLIN Noisy-le-Grand, chemin des Bas-Heurts[réf. nécessaire].

#### Culte musulman
Hormis que la plupart des musulmans noiséens prient chez eux, il y a plusieurs mosquées à Noisy-Le-Grand :
- Mosquée Ettakwa de Noisy-le-Grand, allée du Fort
- Salle de prière du Champy ;
- Salle de prière de La Varenne (ancien pavillon), passage des Aulnettes ;
- diverses autres salles de prière.

#### Culte protestant
- église protestante baptiste, rue de l'Université ;
- église luthérienne protestante, rue de Malnoue.

#### Cimetières
La commune dispose de deux lieux de sépultures, outre l'ancien cimetière de l'église Saint-Sulpice, supprimé par décret impérial en 1804: L'ancien et le nouveau cimetière.
À noter la nécropole de la rue des Mastraits, datant du Haut Moyen Âge, et connue depuis 1771, située exactement à l’angle de la rue Pierre Brossolette et du Docteur Sureau,.

## Économie

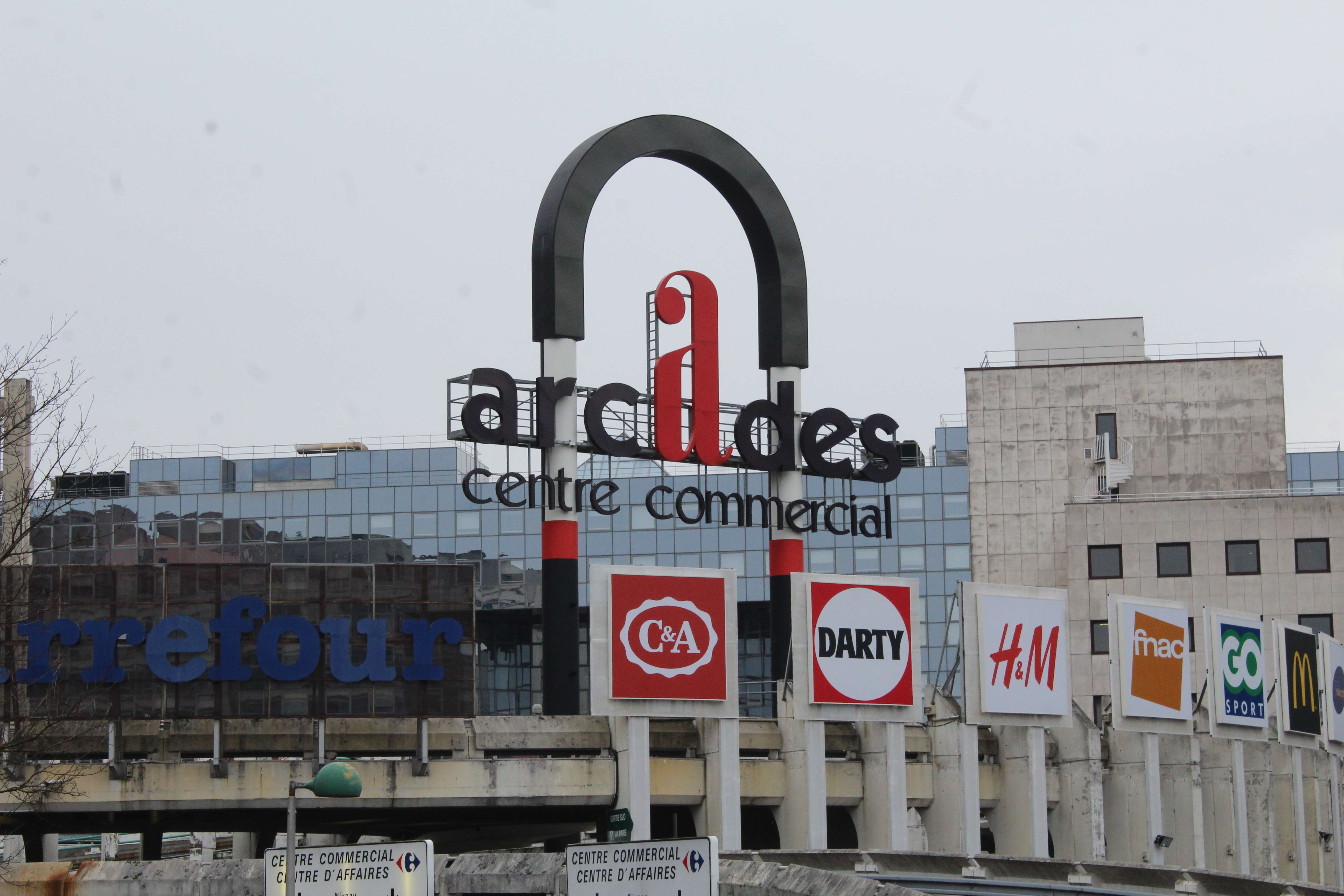
Centre commercial des Arcades.

### Revenus de la population et fiscalité
En 2010, le revenu fiscal médian par ménage était de 32 741 €.

### Entreprises et commerces
Le nombre d'emplois recensés est de 28 564 au 1er janvier 2013, alors que le nombre d'actifs ayant un emploi résidant dans la commune est de 28 877 et le nombre de chômeurs de 4 339 à la même date.
Noisy-le-Grand compte 4 850 établissements actifs au 31 décembre 2014, dont 2,9 % dans l'industrie, 13 % dans la construction, 71,7 % dans le commerce, les transports et les services divers, enfin 12,3 % dans l'administration publique, l'enseignement, la santé et l'action sociale. 84 de ces établissements emploient plus de 50 salariés. Par ailleurs, 3 434 entreprises sont répertoriées dans la ville dans le secteur marchand (hors agriculture) au 1er janvier 2015.
Au 1er janvier 2015, on recense 237 commerces et 928 services aux particuliers. Six hôtels d'une capacité totale de 727 chambres, dont deux hôtels 4 étoiles, sont implantés dans la ville, ainsi qu'une résidence de tourisme de 660 lits.
La répartition géographique des activités est la suivante :
- le quartier d'affaires du Mont d'Est qui, avec 350 000 m2 de bureaux, est le 3e quartier d'affaires de la Seine-Saint-Denis, après celui du Stade de France à Saint-Denis et celui du Bas-Montreuil, et à égalité avec celui de Victor Hugo à Saint-Ouen-sur-Seine, selon une étude de l'IAU[92] ;
- quelques immeubles de bureaux au Champy et au Pavé Neuf ;
- la zone industrielle et artisanale de La Varenne (station d'assainissement des eaux et zone artisanale), située en bord de Marne ;
- la zone d'activités des Richardets (45 ha), en bordure de l'autoroute A4 ;
- les activités commerciales : le centre commercial régional des Arcades (160 commerces ou services), les pôles commerciaux de quartier (centre-ville et Les Richardets), le centre commercial du Champy, les petits pôles commerciaux de proximité (La Varenne, La Butte-Verte, Les Coteaux, Les Cormiers), trois marchés (centre-ville, Les Richardets et le Pavé Neuf).

### Agriculture
Il n'y a plus d'activité agricole importante à Noisy-le-Grand depuis 1986, malgré ses anciennes traditions viticole et maraîchère. La Confrérie du Clos Saint-Vincent produit un vin local à partir d'une vigne patrimoniale de 400 pieds en centre-ville dans le Jardin des Artistes pour témoigner de l'importance de la viticulture à Noisy-le-Grand dans les siècles passés.

## Culture locale et patrimoine

### Lieux et monuments
- l'église Saint-Sulpice, classée monument historique, au centre-ville, près des bords de Marne ;
- la chapelle Notre-Dame-des-sans-Logis-et-de-tout-le-Monde, quartier des Hauts-Bâtons, classée ;
- la Croix du cimetière ancien, au centre-ville, classée ;
- dans le parc de Villeflix, situé au centre-ville, vers les bords de Marne, il subsiste une partie d'une grotte décorative, due au talent de l'architecte Jean Marot (1619-1679), construite sous un château du milieu du XVIIe siècle[93],[94],
- le Musée d'histoire locale et du patrimoine, associatif, pour l'instant ;
- le fort de Villiers, propriété communale, laissé à l'abandon pendant de nombreuses années, en cours de restauration, au Montfort,
- le monument du Ballon, aux Richardets,
- le miroir d'eau, au centre-ville,
- la vigne et la ferme du Clos Saint-Vincent, au centre-ville,
- l'ancienne demeure de Joséphine de Beauharnais, actuel groupe scolaire Cabrini,
- l'hôtel de ville, ancien château Périac, et son extension récente moderne, avec jardin "Jean-Machet", au centre-ville,
- « La Villa Cathala », maison des arts, municipale, au centre-ville,
- le patrimoine architectural avant-gardiste : les Arènes de Picasso de Manuel Núñez Yanowsky, au Pavé-Neuf, le Théâtre et le Palacio d'Abraxas de Ricardo Bofill, au Mont-d'Est, l'ESIEE de Dominique Perrault, à la Butte-Verte et l'église Saint-Paul-des-Nations, au Pavé-Neuf.

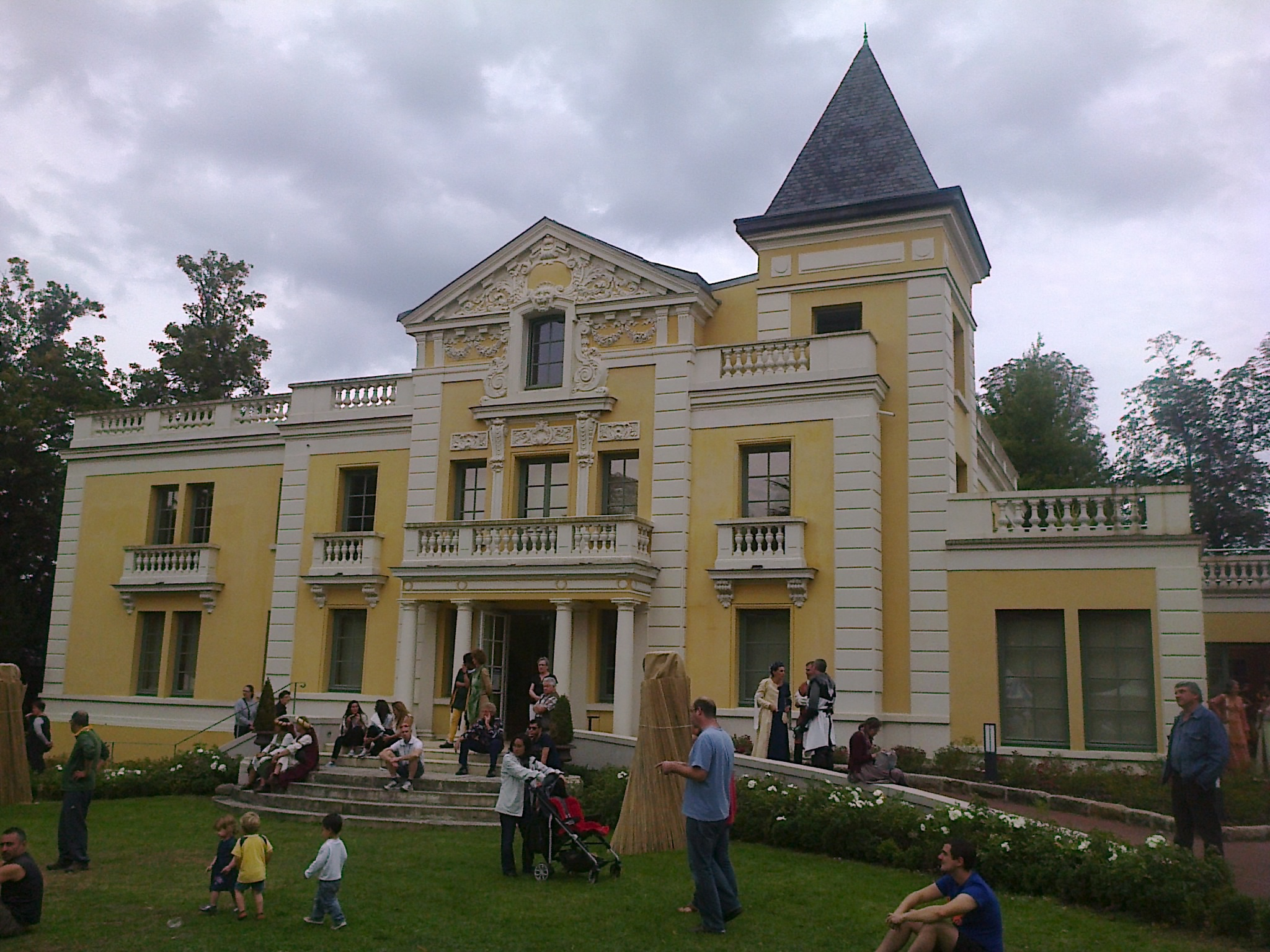
Villa Cathala.
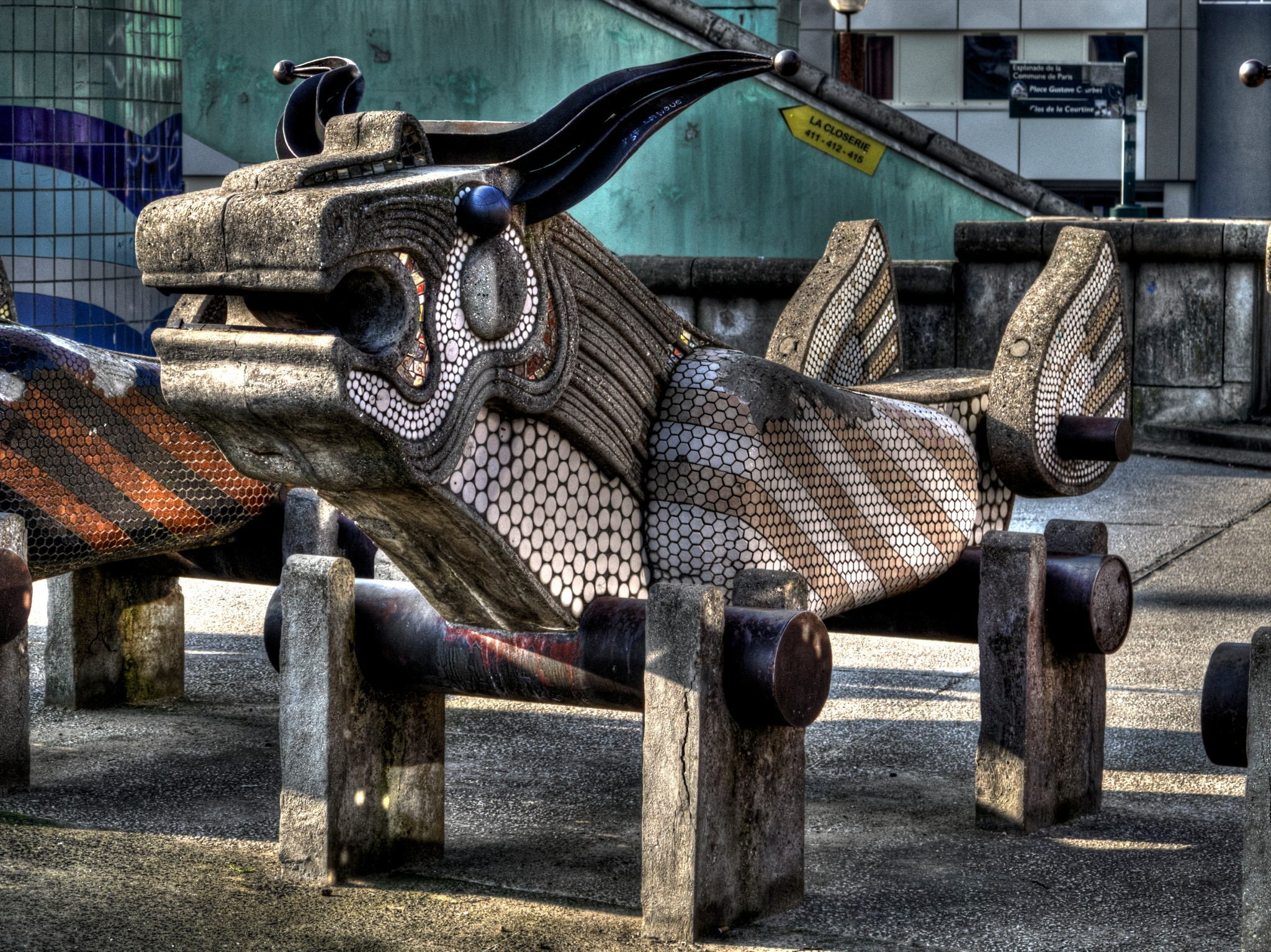
Sculpture sur l'Esplanade de la Commune de Paris.
Espaces d'Abraxas.
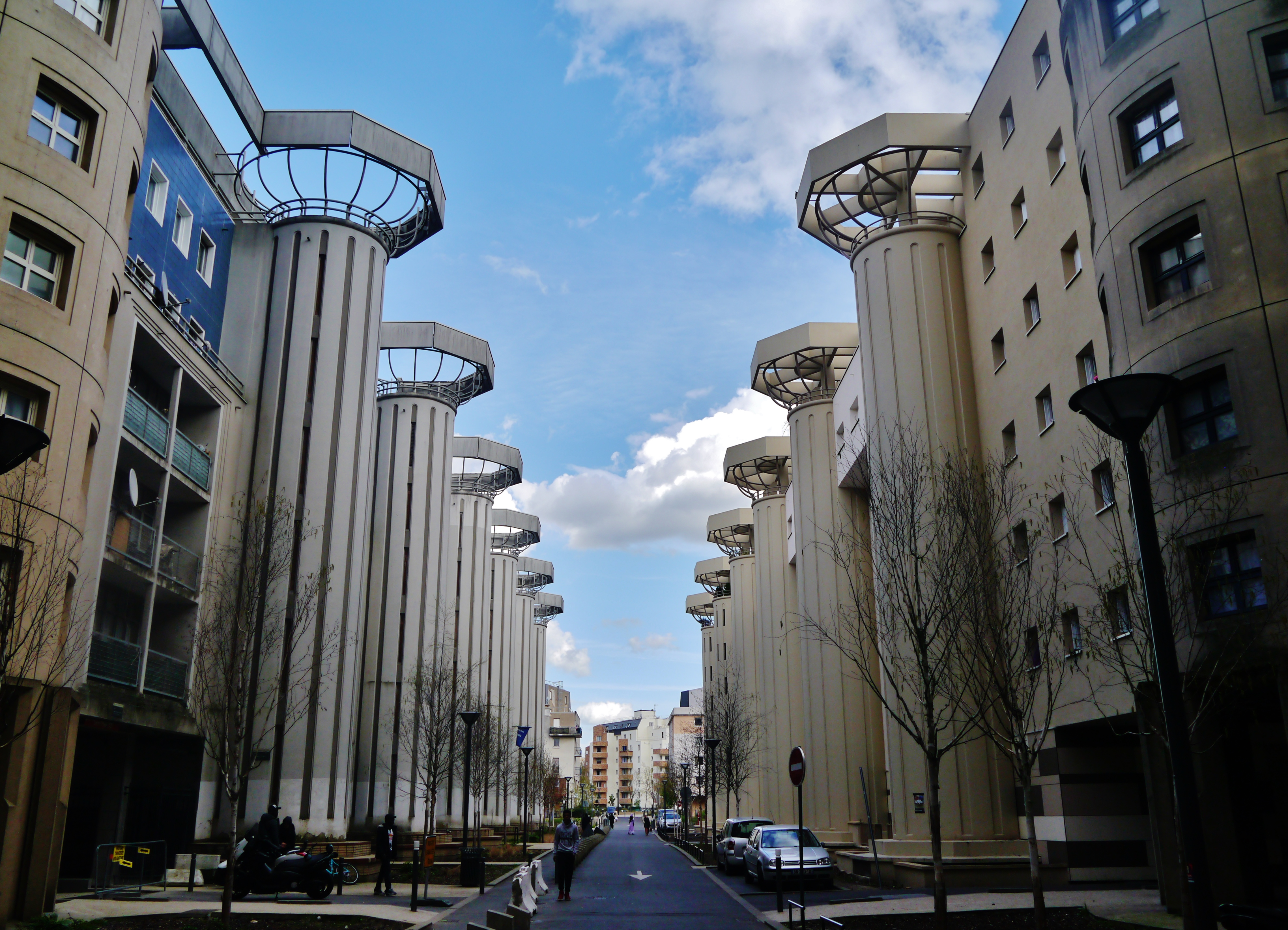
Mail Federico Garcia Lorca au Pavé Neuf.

### Personnalités liées à la commune

#### Histoire
- René de Froulay de Tessé (1648-1725), maréchal de France et diplomate[95] ;
- Gaspard Paulin de Clermont-Tonnerre (1750-1842), commandant des dragons de Clermont-Tonnerre, général dans l'armée de Condé, lieutenant général des armées du roi[96] ;
- Joseph-Dominique Louis (1755-1837), homme politique et diplomate, ministre des Finances ;
- Joséphine de Beauharnais (1763-1814), future impératrice, qui a épousé son premier mari Alexandre (1760-1894) à Noisy-le-Grand en 1779 ;
- Charles Antoine Morand (1771-1835), militaire et aide de camp de Napoléon Ier ;
- André Burthe d'Annelet (1772-1830), général de la Révolution et de l'Empire ;
- Emile Sureau (1785-1884) (médecin des pauvres) ;
- André Cavalier[97], maçon originaire de Rieupeyroux a vécu avec sa famille et est décédé à Noisy-le-Grand en 1976. Blessé en 1915 lors de la 1re Guerre mondiale, il fut officier de la Légion d'honneur. Avec quatre autres gueules cassées, il fut membre de la Délégation Officielle des Mutilés Français et assista en 1919 au traité de Versailles.
- Robert Keller (1899-1945), résistant et responsable de la Source K ;
- Joseph Wresinski (1917-1988), prêtre catholique et abbé, fondateur d'ATD Quart Monde.

#### Écrivains et artistes
- Edme-Adolphe Fontaine (1814-1883), artiste-peintre ;
- Joseph Chéret (1838-1894), artiste-peintre et céramiste ;
- Théophile Poilpot (1848-1915), artiste-peintre et maire de la commune ;
- Constantin Balmont (1867-1942), poète russe, de l'âge d'argent. Il est enterré avec sa compagne et ancienne traductrice Elena Tsvetkovskaya dans l'ancien cimetière de la ville ;
- Pierre Bonnard (1867-1947), artiste-peintre ;
- Alfred Jarry (1873-1907), écrivain et poète ;
- Bernard Naudin (1876-1946), artiste-peintre et dessinateur ;
- David Olère (1902-1985), artiste-peintre et dessinateur ;
- Gérard Vicaire (1927-2018), créateur de costumes de scène et de spectacles ;
- Christian Bouchon (1939-1989), artiste-peintre ;
- Yann Samuel Lebeault (1965-), réalisateur et scénariste ;

### Sportifs
- Marie-José Pérec (1968-), triple championne olympique
- le haut fonctionnaire et ancien boxeur Jean-Marc Mormeck (1972-) a été licencié du club de boxe de Noisy-le-Grand, comme le boxeur olympique Nordine Oubaali (1986-) ;
- le boxeur Steve Hérélius (1976-) y a grandi ;
- Sylviane Félix (1977-), championne du monde au relais 4×100 mètres en 2003, licenciée au GA Noisy-le-Grand ;
- Le footballeur du club RC Lens, Adamo Coulibaly (1981-) y est né et y a grandi ;
- l'ancienne championne de saut en hauteur Maryse Éwanjé-Épée (1964-) y vit et a créé le meeting international d'athlétisme de Noisy-le-Grand ;
- la judokate Stéphanie Possamaï (1980-), médaillée d'argent aux Jeux olympiques de Pékin, y vit ;
- le gymnaste Benoît Caranobe (1980-), médaillé de bronze aux Jeux olympiques de Pékin, y vit ;
- l'athlète spécialiste du 110 mètres haies Dimitri Bascou, médaillé de bronze aux Jeux olympiques de Rio-de-Janeiro, y vit ;
- le footballeur de Osmanlıspor, Magaye Gueye (1990-) y a grandi et vécu tout comme son grand frère, le combattant de Mixed martial arts, Makhtar Gueye ;
- le footballeur international Thierry Tusseau (1958-) y est né.
- le footballeur Wesley Saïd (1995-), y est né et y a grandi ;
- l'ancien international français de football, Steve Marlet (1974-), y a vécu ;
- le combattant de Mixed martial arts, Ousmane Thomas Diagne (qui a combattu au Strikeforce) a été licencié du club de Sanda (art martial) de Noisy-le-Grand ;
- le boxeur Carlos Takam (1980-) est licencié du club de boxe de Noisy-le-Grand ;
- le footballeur William Vainqueur (1988-) y a grandi ;
- le joueur de basketball Johan Passave-Ducteil (1985-) y est né et y a grandi ;
- le marcheur Gilbert Roger (1914-) y vécut.

#### Musiciens et acteurs
- Claude Terrasse (1867-1923), compositeur français, y a habité ;
- Loïc Guénin (1976), compositeur et musicien français y est né ;
- l'acteur suisse Michel Simon (1895-1975) a vécu à Noisy-le-Grand. L'espace culturel portant son nom se trouve esplanade Nelson-Mandela ;
- le violoncelliste, acteur et humoriste Maurice Baquet (1911-2005) y a vécu de nombreuses années jusqu'à sa mort à l'été 2005. Il avait joué dans des films de Jean Renoir et a posé pour des photographies de Robert Doisneau. Le conservatoire de musique et de danse portant son nom se trouve place Gallieni ;
- l'accordéoniste Jo Privat (1919-1996) y vécut ;
- Laurent Voulzy (1948-), auteur-compositeur-interprète français, y a habité plusieurs années ;
- Coluche, Michel Colucci (1944-1986), possédait une maison à Noisy-le-Grand. La Maison des solidarités portant son nom se trouve allée du Clos d'Ambert.
- de nombreux rappeurs ou chanteurs y sont nés, dont Pyroman ;
- les Poetic Lover, boys band composé par quatre amis originaires de Noisy-le-Grand ;
- deux membres des Yamakasi y sont nés ;
- le mannequin et comédienne française Laetitia Casta (1978-) a vécu une grande partie de son enfance à Noisy-le-Grand ;
- l'auteur-compositeur-interprète français Dominique Dalcan (1964-) y a passé son enfance ;
- l'auteur-compositeur interprète français de chansons françaises et compositeur de musiques de films Jean Constantin (1923-1997), marié à la chanteuse et comédienne Lucie Dolène, née Lucienne Chiaroni (1931-), y a longtemps habité et y a été inhumé en 1997 dans l'ancien cimetière près de l'église Saint-Sulpice ;
- l'acteur et réalisateur HPG (1966-) a grandi a Noisy-le-Grand ;
- le rappeur Fababy (1988-) y a grandi ;
- Dick Annegarn (1952-), y a vécu sur une péniche dans les années 1980 et au début des années 1990 ;
- Vincent Payen (1977-), trompettiste de jazz.
- Jean-Christophe Le Texier dit Tex, présentateur de télévision, comédien et humoriste y habite.

#### Personnalités politiques
- Jocelyn Dessigny (1981-), né à Noisy-le-Grand, député dans la 5e circonscription de l'Aisne

### Noisy-le-Grand dans les arts et la culture
- Dans la littérature :
- 1858-1859: Dans le roman "Paul et son chien" de Paul de Kock, le personnage-titre habite une villa à Noisy-le-Grand;
- Dans la publicité :
- 1972 : la publicité pour la voiture Super 5 Renault, au Pavé-Neuf.
- Dans le cinéma :
- 1983: le film Le Prix du danger, tourné en partie aux abords du théâtre et dans les coursives entre le parking et le centre commercial régional Arcades.
- 1984 : le film À mort l'arbitre de Jean-Pierre Mocky avec Michel Serrault, au Palacio.
- 1985 : le film Brazil de Terry Gilliam, tourné en partie dans « Les Espaces d'Abraxas ».
- 1985 : le film Billy Ze Kick, dont Francis Perrin est l'acteur principal.
- 1985 : le film La Baston, partiellement tourné dans les arènes de Picasso et dans le centre commercial des Arcades.
- 2003 : le film Mais qui a tué Pamela Rose ?, tourné au Palacio. Le bâtiment y est présenté comme le siège du FBI.
- 2013 : le film Hunger Games : La Révolte, partie 2 avec Jennifer Lawrence.
- 2023 : le film "Vermines"

Dans la musique :
- 1986 : le clip de Stéphanie de Monaco Ouragan.
- 1998 : le clip de Cheb Mami et K-mel Parisien du Nord.
- 2000 : le clip d'Assassin Touche d'espoir.
- 2018 : le clip Fallait Pas de Marwa Loud
- Les Poetic Lover ont tourné des clips dans le quartier du Pavé-Neuf.

### Héraldique
| Blason de Noisy-le-Grand | Blason  | D'azur au chevron haussé d'or chargé d'une couronne à l'antique du champ, accompagné de trois noix d'argent, posé sur des ondes du même mouvant de la pointe. |
| Blason de Noisy-le-Grand | Détails | Le statut officiel du blason reste à déterminer. |

## Pour approfondir